# Lavaudieu
Die französische Gemeinde Lavaudieu liegt im Département Haute-Loire in der Region Auvergne-Rhône-Alpes ca. acht Kilometer südöstlich von Brioude. Das Dorf hat 245 Einwohner (Stand 1. Januar 2022) und wurde wegen seines mittelalterlichen Charakters mit dem Titel L'un des plus beaux villages en France ausgezeichnet.

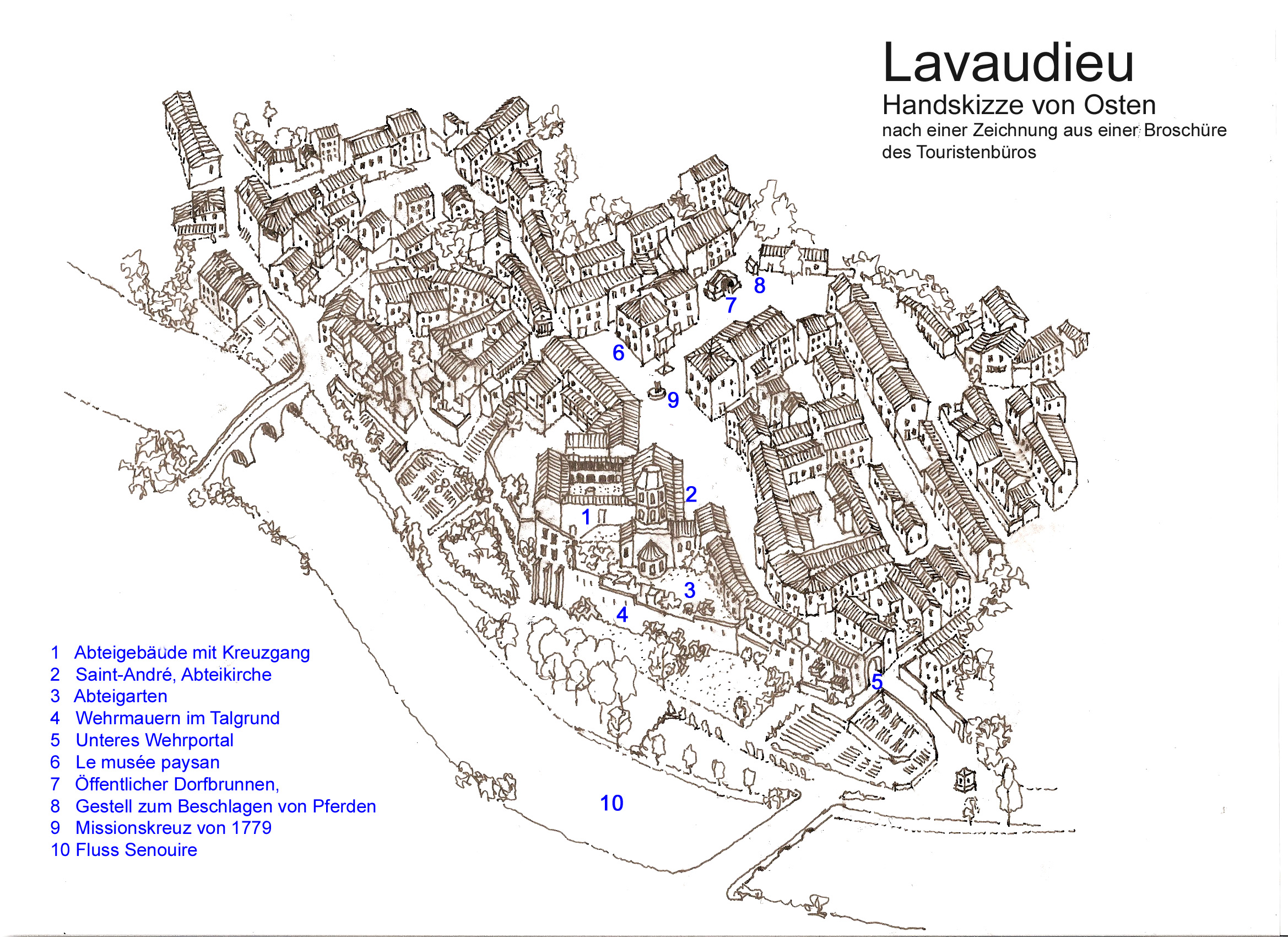
Lavaudieu, Handskizze von Osten

## Ortsname
Die Ortschaft bestand seit 909 bis 1487 unter dem Namen Comps. Danach wurde sie umbenannt in Lavaudieu, was von „Tal Gottes“ abgeleitet ist und vermutlich auf das hier ansässige Kloster zurückzuführen ist.

## Geographie
Lavaudieu liegt am Rande des Tals der Senouire, einem Nebenfluss des Allier.
Der Südostrand der Siedlung, der überwiegend von den Abteigebäuden eingenommen wird, liegt unmittelbar an der Kante des steil abfallenden Talhangs.
Die zuständige Präfektur Le Puy-en-Velay liegt knapp 60 Kilometer südwestlich. Die Gemeinde ist assoziiert im Regionalen Naturpark Livradois-Forez.

## Bevölkerungsentwicklung
| Jahr                       | 1962 | 1968 | 1975 | 1982 | 1990 | 1999 | 2008 | 2017 |
| Einwohner                  | 258  | 242  | 229  | 237  | 238  | 225  | 228  | 243  |
| Quellen: Cassini und INSEE |      |      |      |      |      |      |      |      |

## Sehenswürdigkeiten

### Nonnenabtei Saint-André

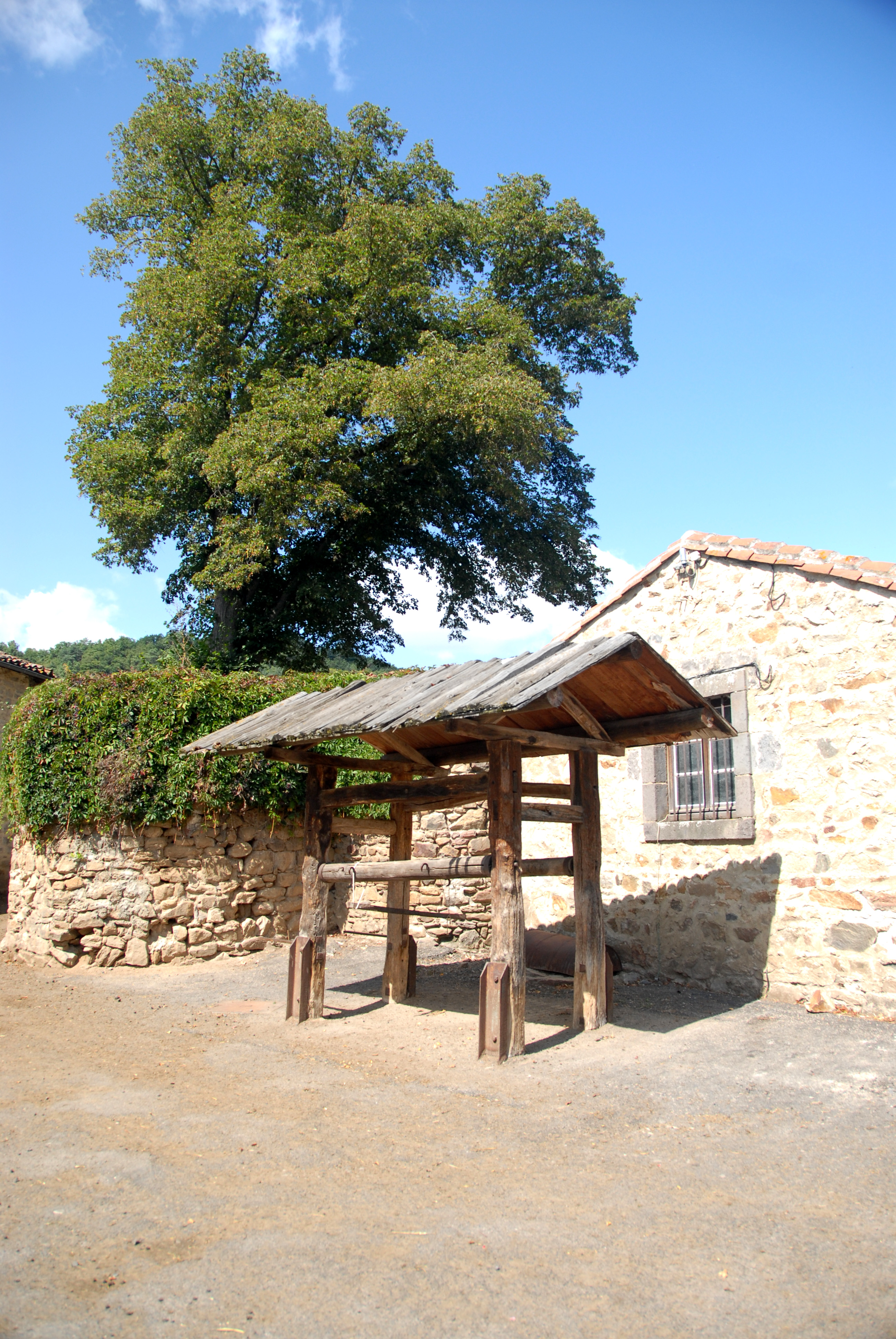
Gestell zum Beschlagen von Pferden, Ochsen und Kühen

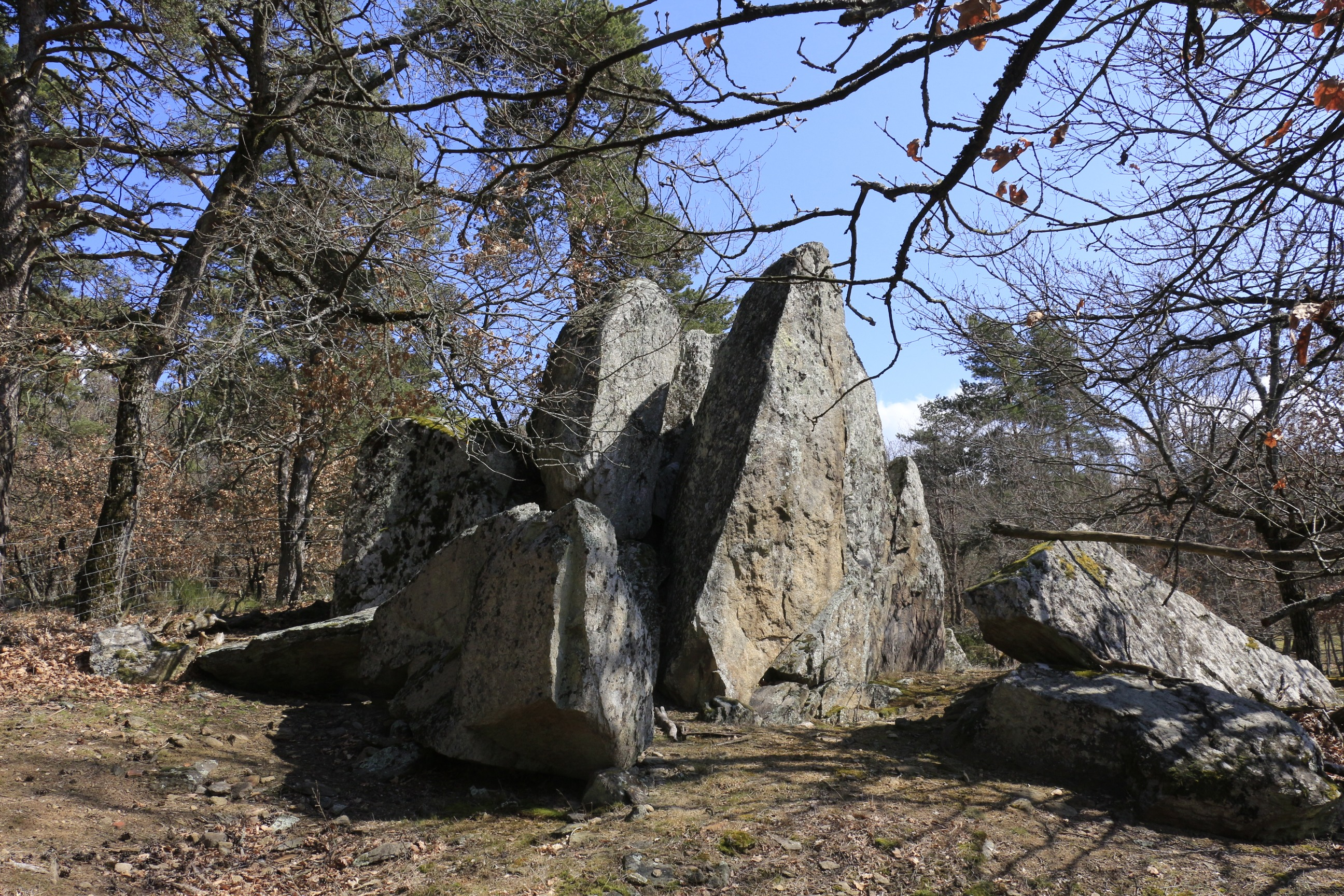
Menhir "Roche Seule"

Das im 11. Jahrhundert für Nonnen gegründete ehemalige Priorat Saint -André von Comps (später von Lavaudieu) wurde 1718 zur Abtei ernannt. Sie blieb als einzige romanische  Abtei in der Auvergne von den Verwüstungen der Französischen Revolution (1789 und danach) weitgehend verschont. Der Ostflügel der Abtei ist allerdings nur unvollständig erhalten. Der rustikal wirkende Kreuzgang mit seinen Holzbalkendecken und den hölzernen Galerien des zweiten Geschosses ist bekannt für seine schlichte archaische Kapitellskulptur. Von Bedeutung sind die Wandmalereien der italienischen Schule des 14. Jahrhunderts in der Kirche, die von 1965 bis 1980 freigelegt worden sind. Den höchsten kunsthistorischen Rang nimmt das Fresko auf der Ostwand des so genannten Refektoriums ein, das größte zusammenhängende in der Auvergne. Auf Grund besonderer Eigenheiten in der Stilisierung der Malerei, die aus dem 13. Jahrhundert bekannt sind, wird die Entstehung diesem zugeordnet.

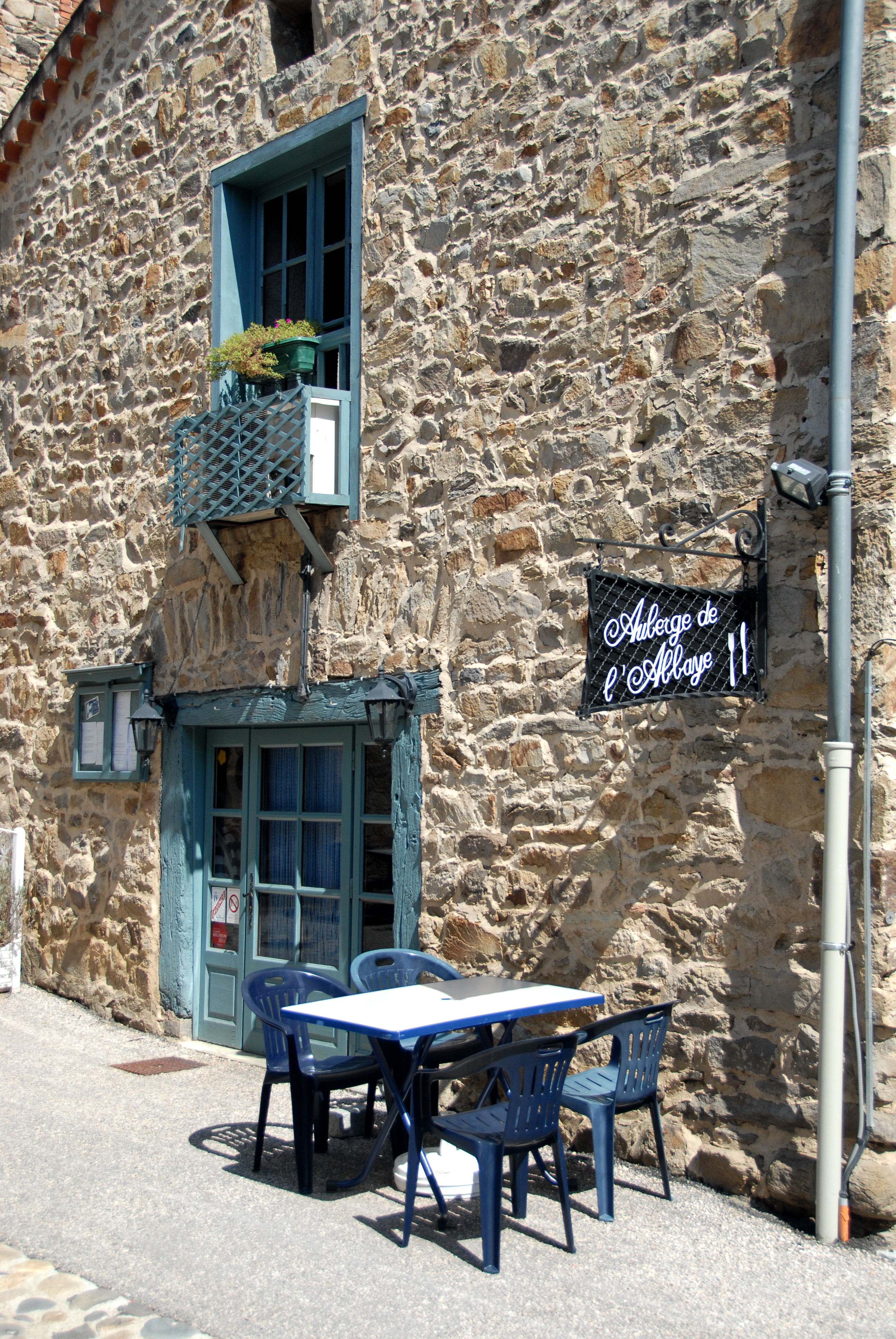
Auberge l'Abbaye

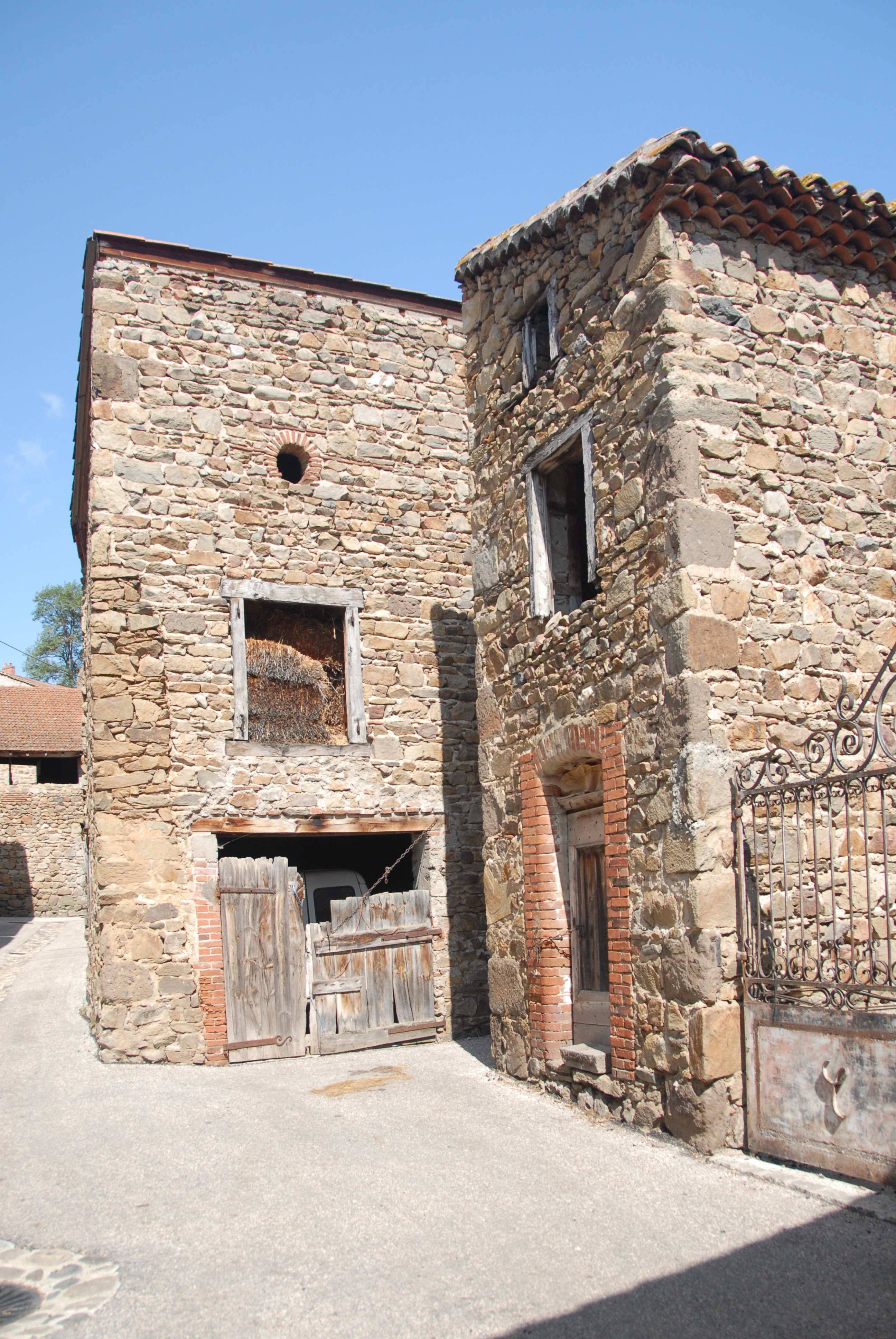
Remisen und Scheunen im Zentrum

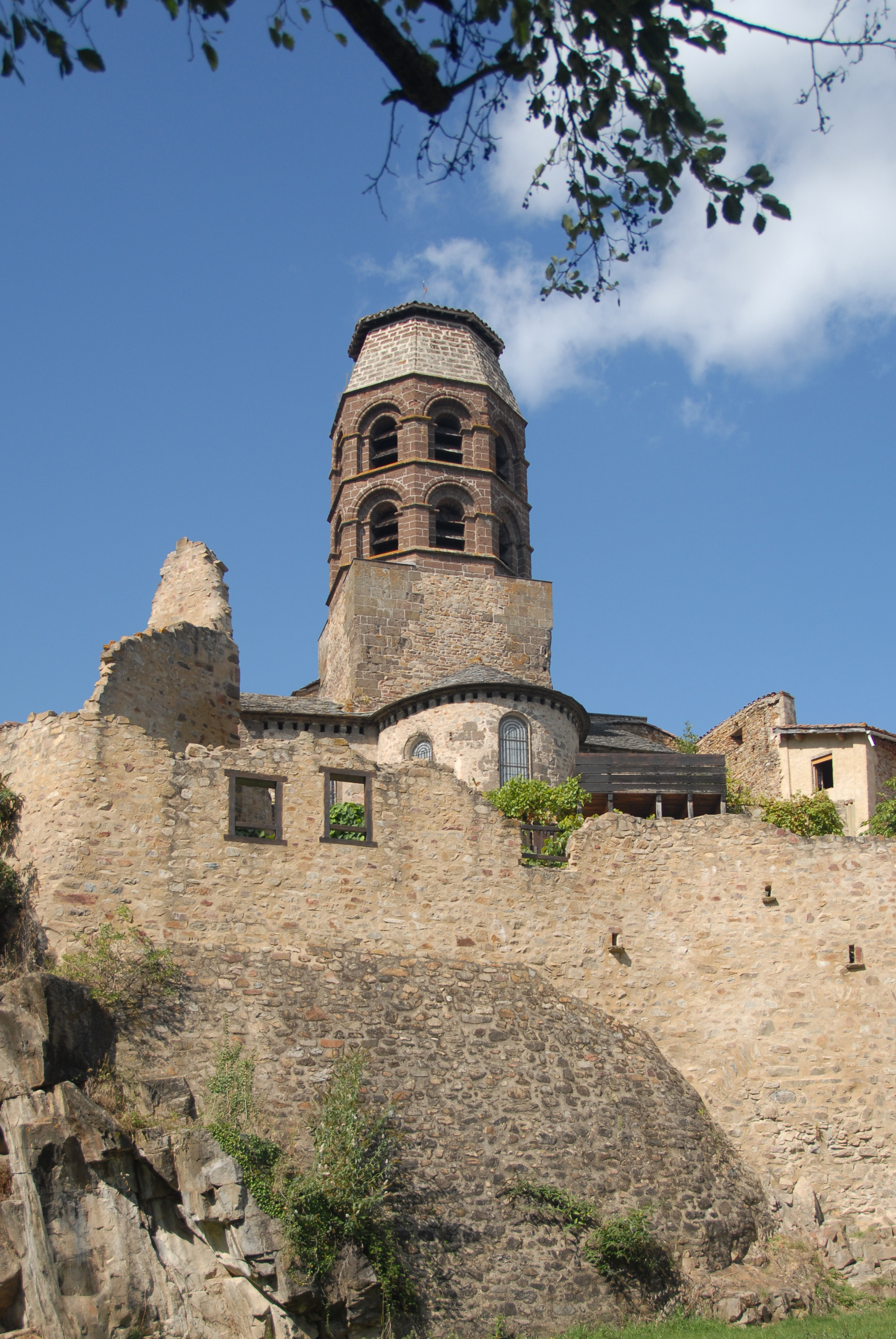
Chorhaupt Abteikirche, hinter Wehrmauern
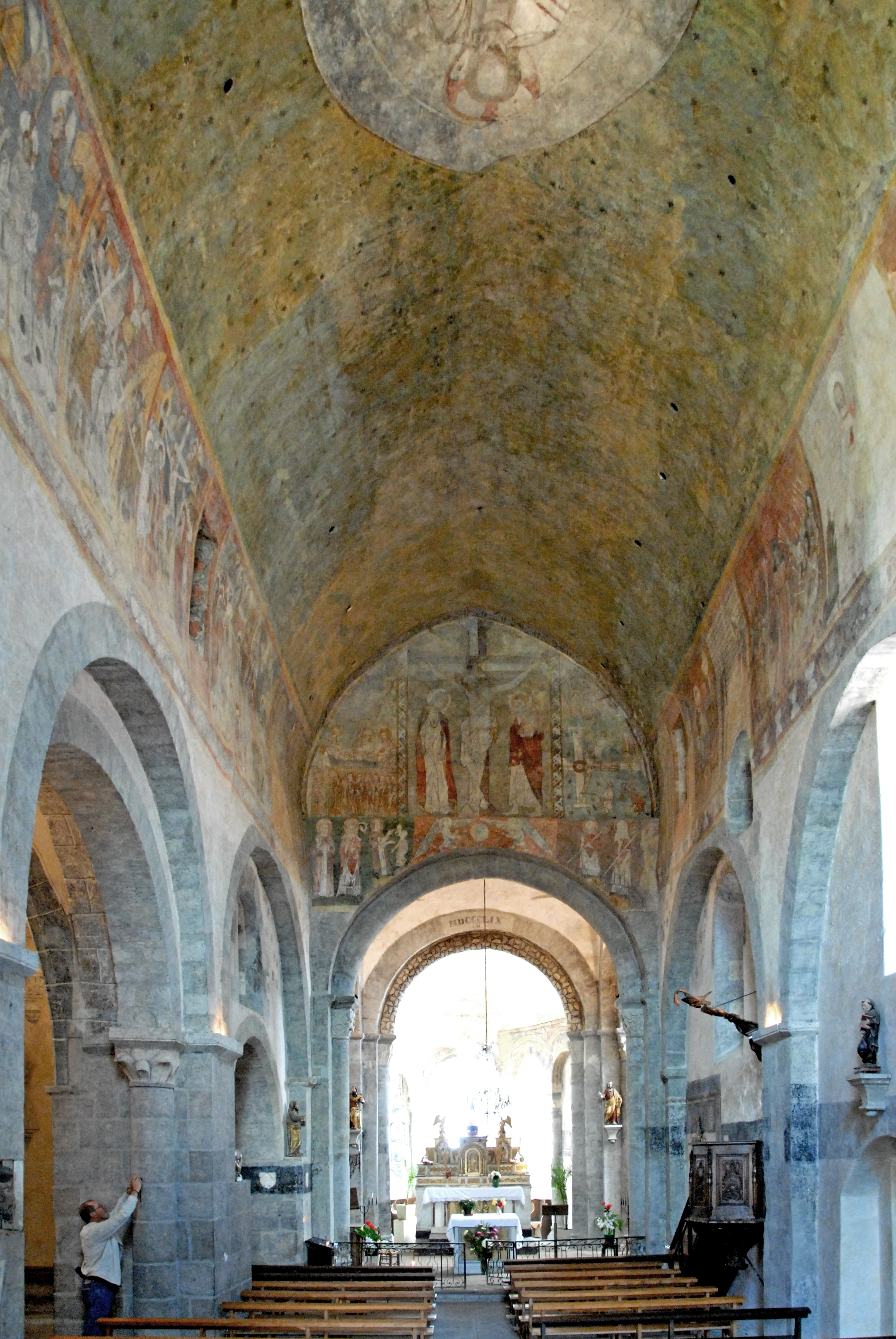
Mittelschiff Abteikirche
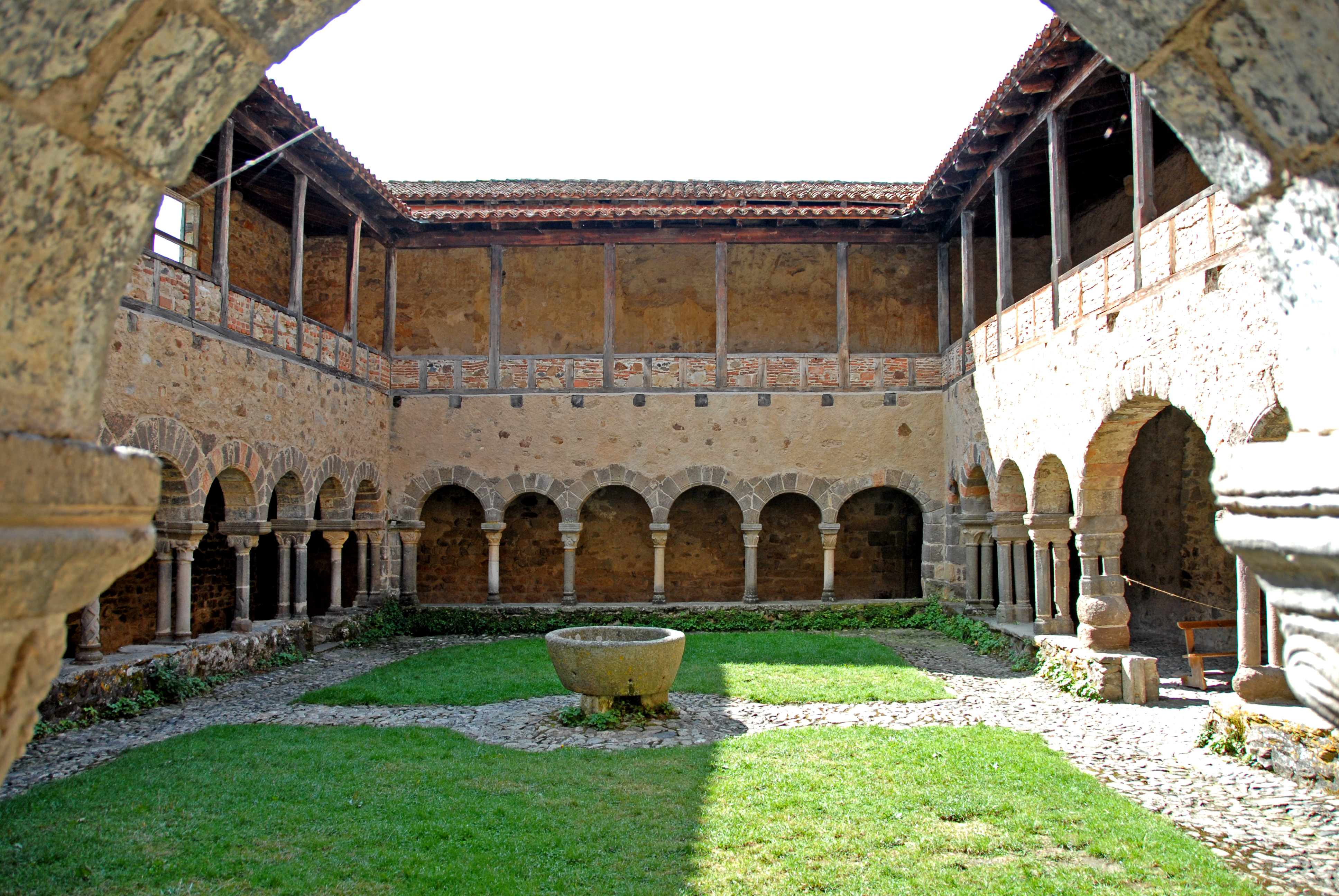
Kreuzgang der Abtei
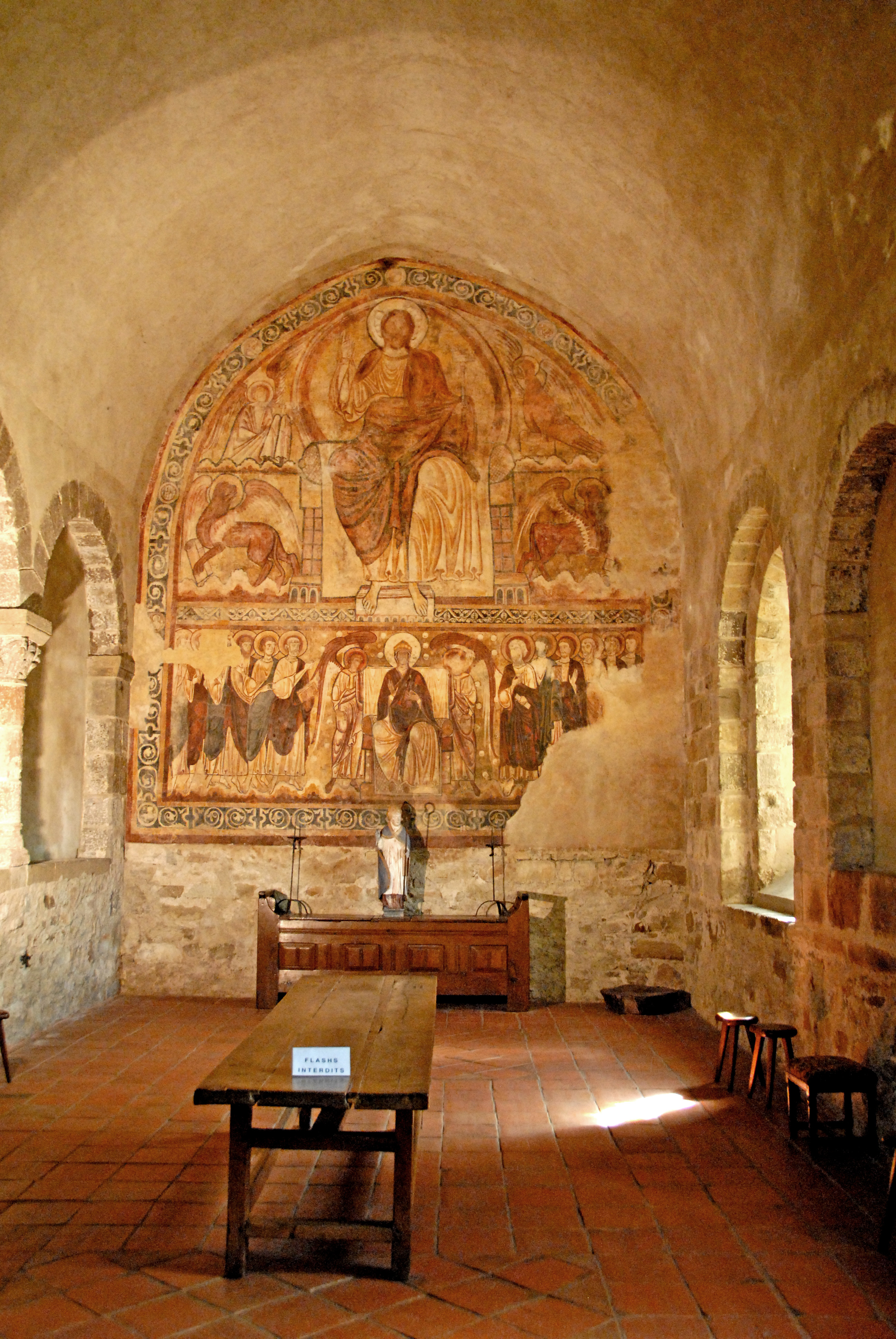
Refektorium mit Fresko

Näheres siehe separater Artikel Abtei Saint-André Lavaudieu.

### Überreste der ehemaligen Befestigungsanlagen
Die Ortschaft war im Mittelalter ein Castrum, ein befestigtes Dorf, das von einer mächtigen Wehrmauer eingeschlossen war, von der noch beachtliche Überreste erhalten sind, vor allem auf der südöstlichen, zur Senouire weisenden Seite des Dorfes. Die „Hauptstraße“ der Siedlung führte durch befestigte Portale, die sicher mit Fallgattern ausgestattet waren. Le Portail Bas (Das untere Portal) wurde 1953 entfernt und im Jahr 2000 wieder rekonstruiert.
Auf der Südostseite des Castrums reichen die höchsten Teile der Wehrmauern bis hinab auf den Talgrund und bilden dort – auch heute noch – eine Absturzsicherung des steilen Talhangs und der Gebäude der Abtei und verhindern deren Unterspülung im Falle von Hochwasser des Flüsschens.
Diese heute noch gewaltig und hoch erscheinende Wehrmauer wird im Teilabschnitt gegenüber dem östlichen Giebel des Refektoriums, noch ein beachtliches Stück höher und reicht fast bis zur Höhenlage der Traufen der Kreuzgangostgalerie. Die untere Hälfte dieses höheren Teils der Wand ist mit drei kräftigen Strebepfeilern verstärkt, in der stark überwachsenen oberen Hälfte sind rechteckige Fensteröffnungen ausgespart. Dieses hohe Gebilde erinnert sehr an die Außenwand eines ehemaligen Donjons. Im Bereich zwischen Wehrmauer und dem ehemaligen Ostflügels der Abtei trifft man auf Grundmauern und Keller verschiedener verwinkelter Räumlichkeiten, die teilweise noch hoch aufragen. Diese beachtlichen Überreste lassen an ein kleines Chateau fort im Kontakt zur nahen Abtei denken. Es bestand im Mittelalter für die Bewohner der Abtei und deren Bedienstete sicher ein Bedürfnis sich im Falle kriegerischer Belagerungen in den Schutz eines Donjons zurückziehen und dabei ihrem Gotteshaus nahe sein zu können.
Wehrmauern, Befestigungsanlagen

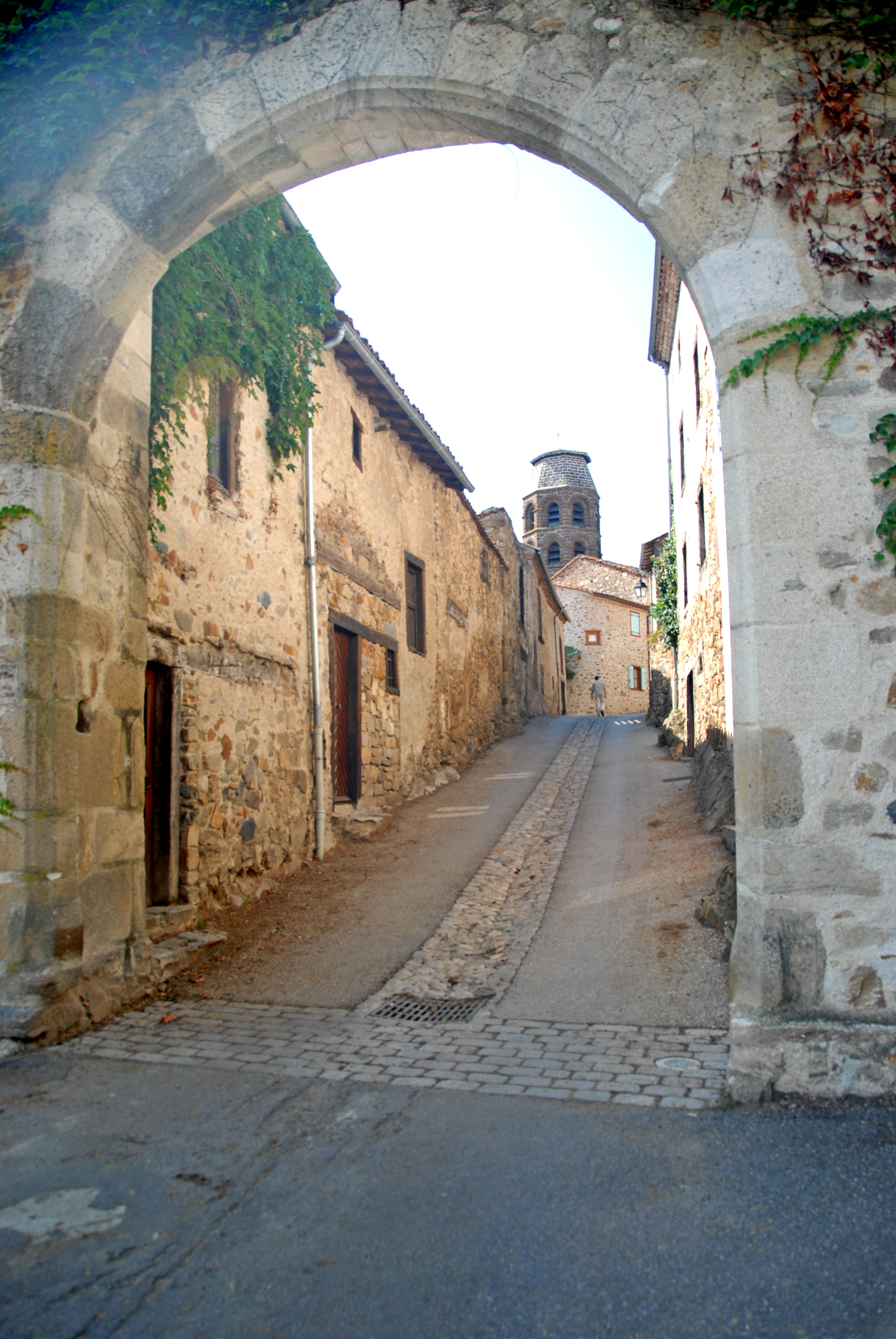
Le Portail Bas

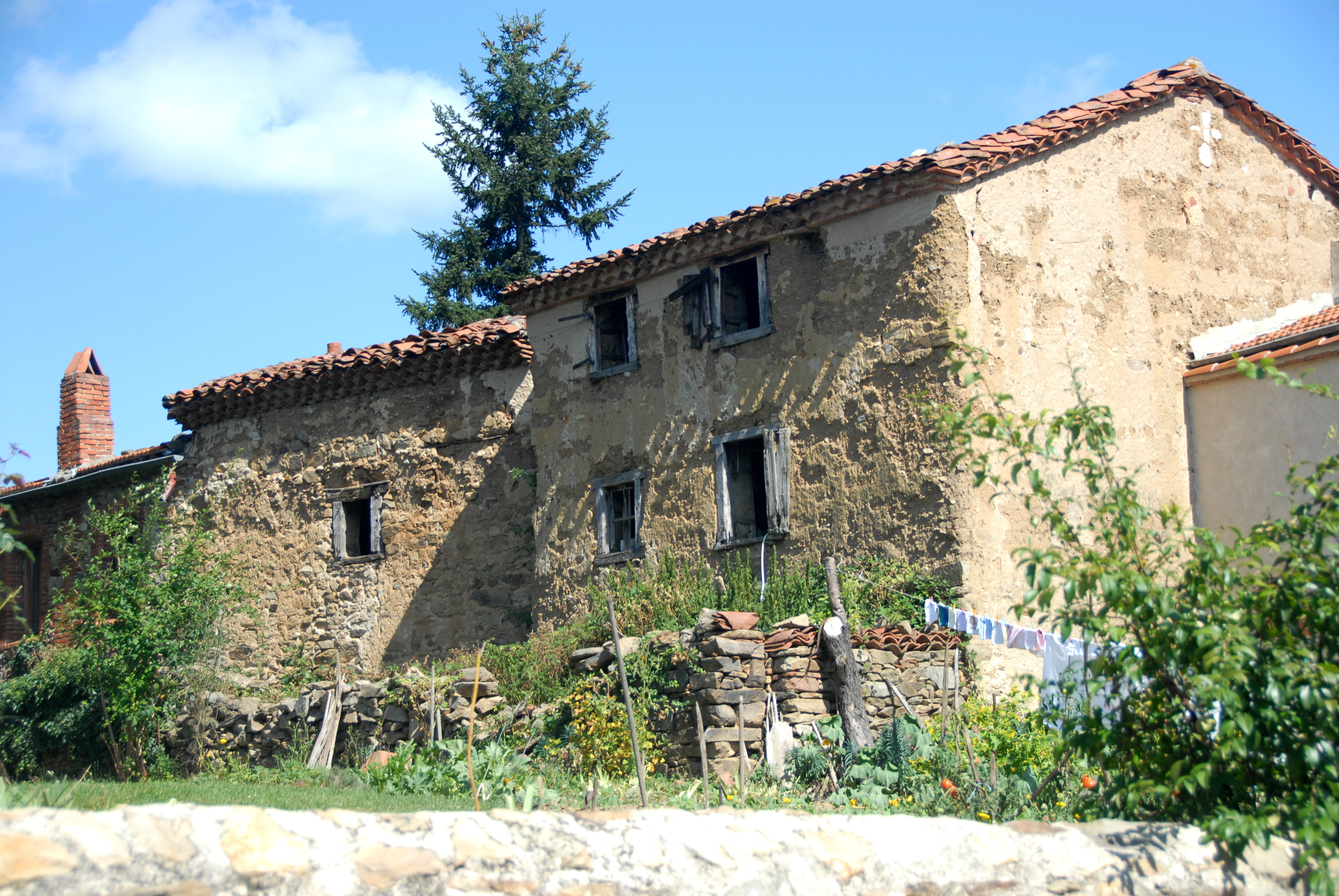
Wirkt nicht bewohnt

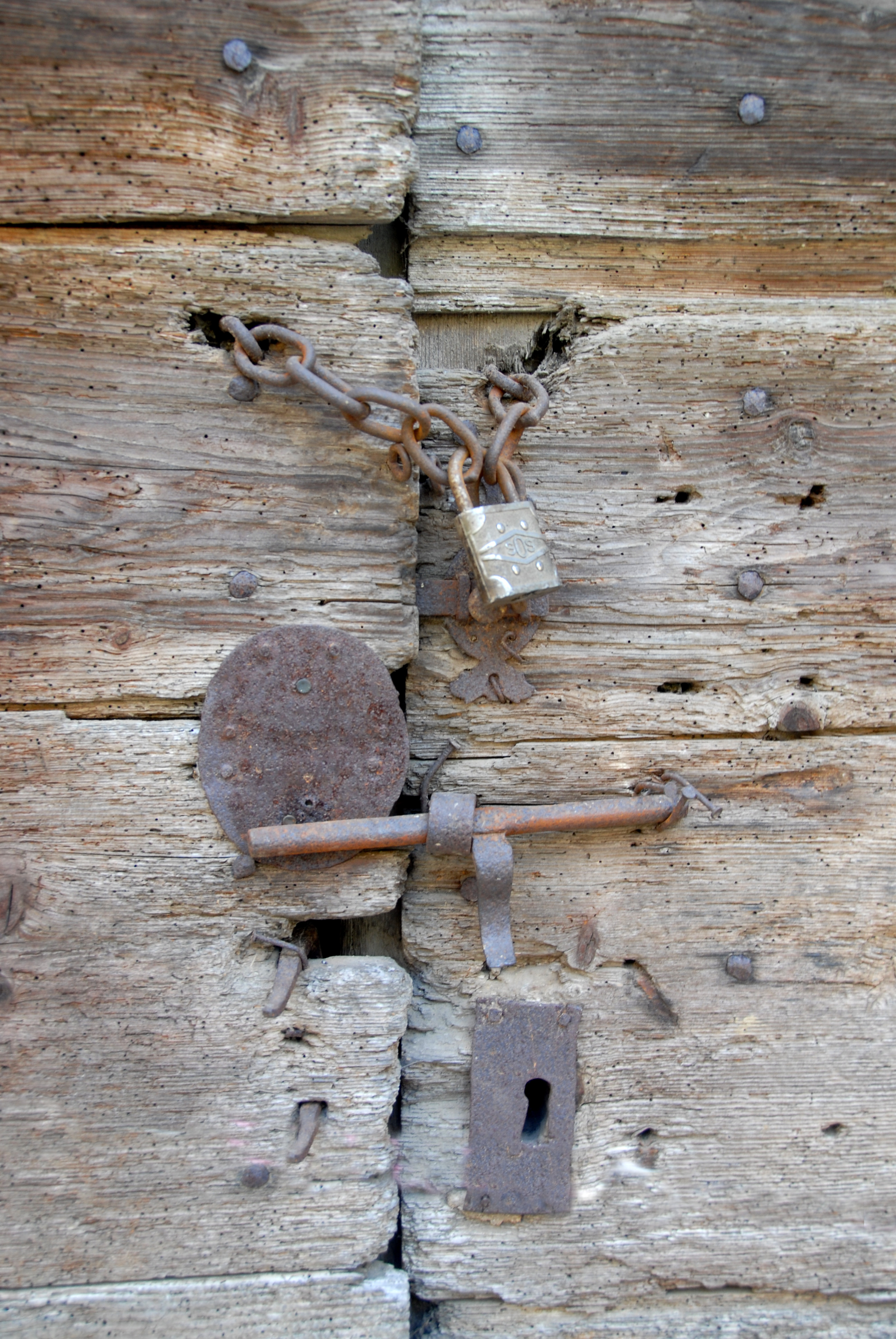
Alte Eisenbeschläge

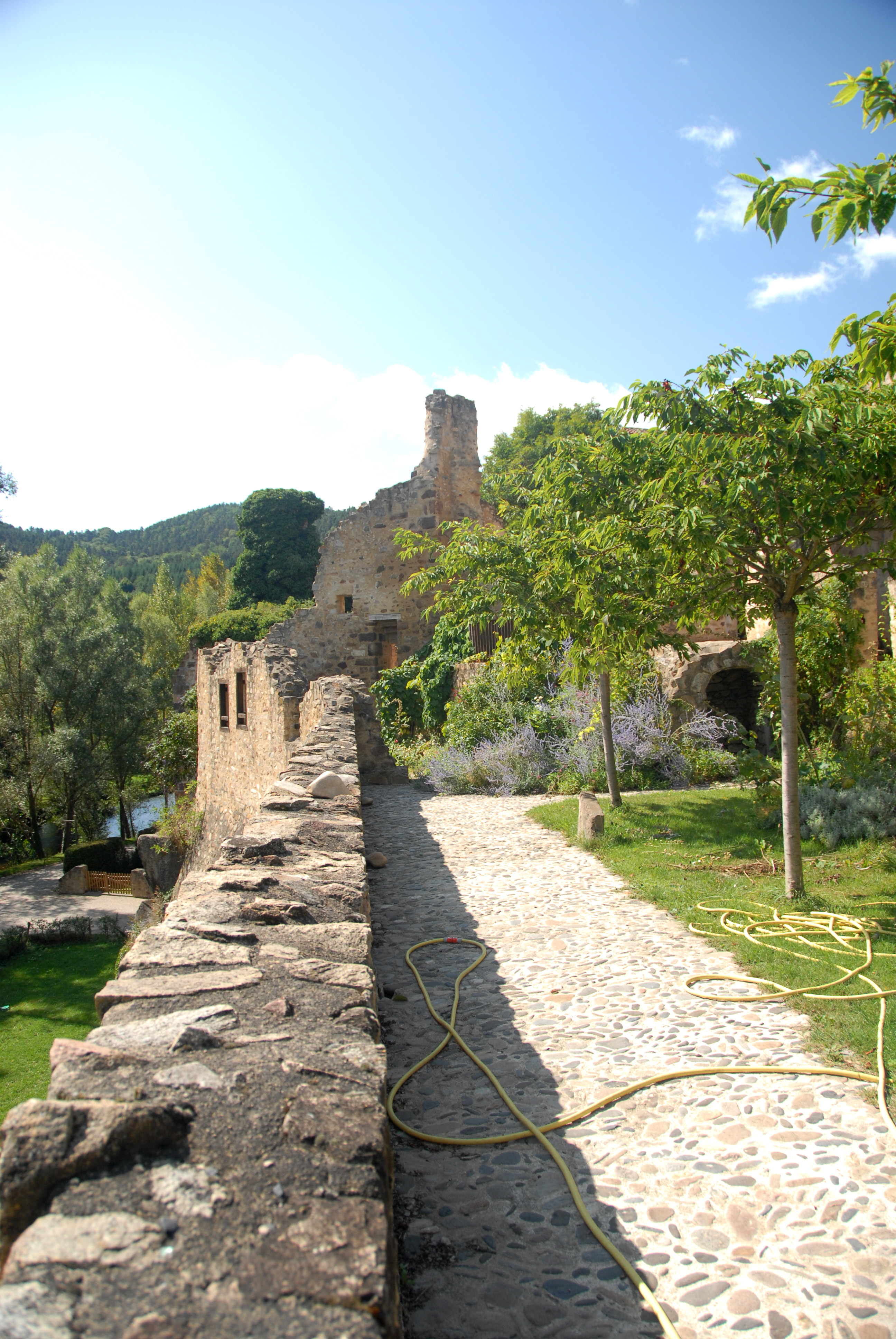
Abteigarten hinter Wehrmauer
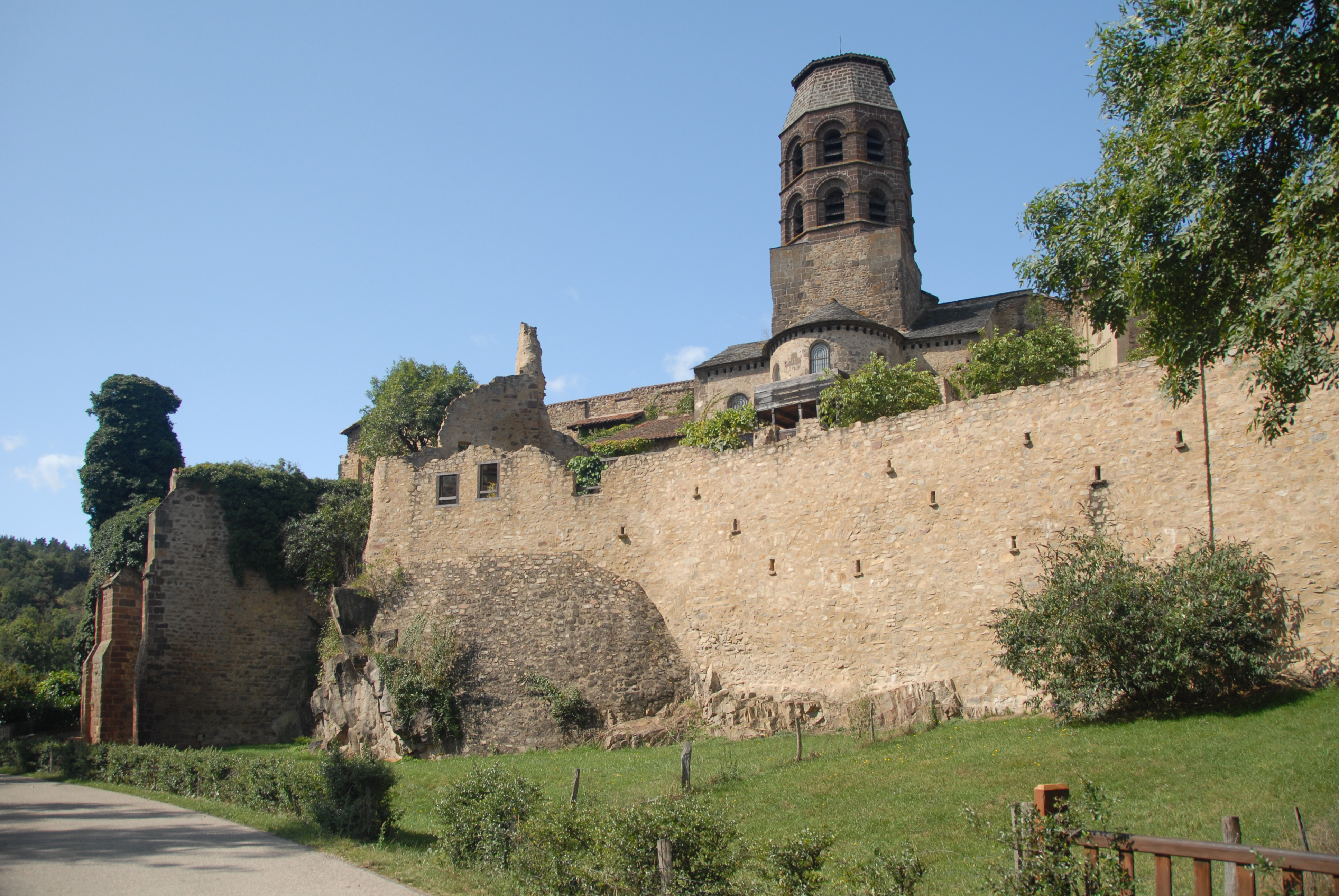
Wehrmauern im Talgrund
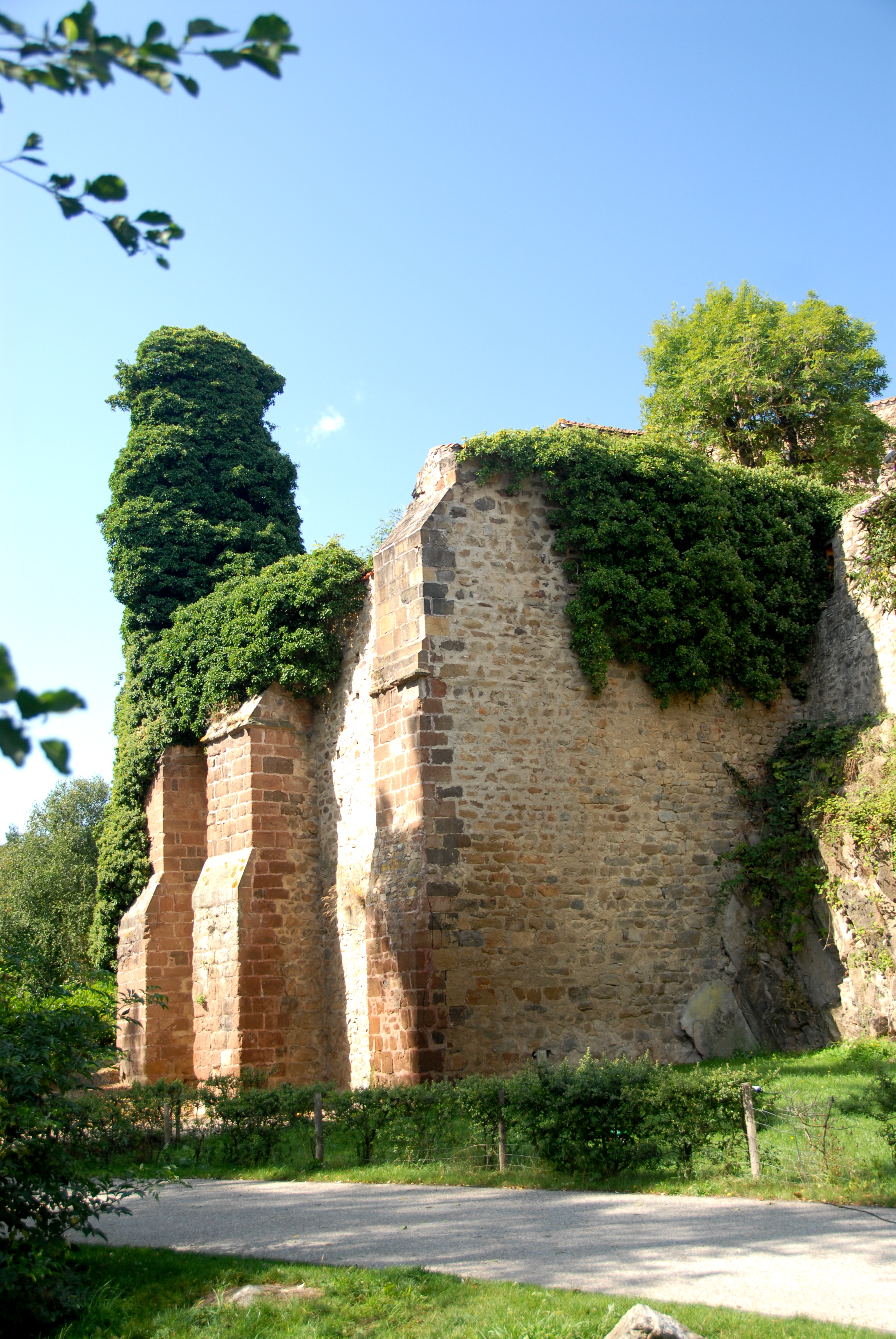
Wehrmauern im Talgrund, vielleicht Reste eines Donjon
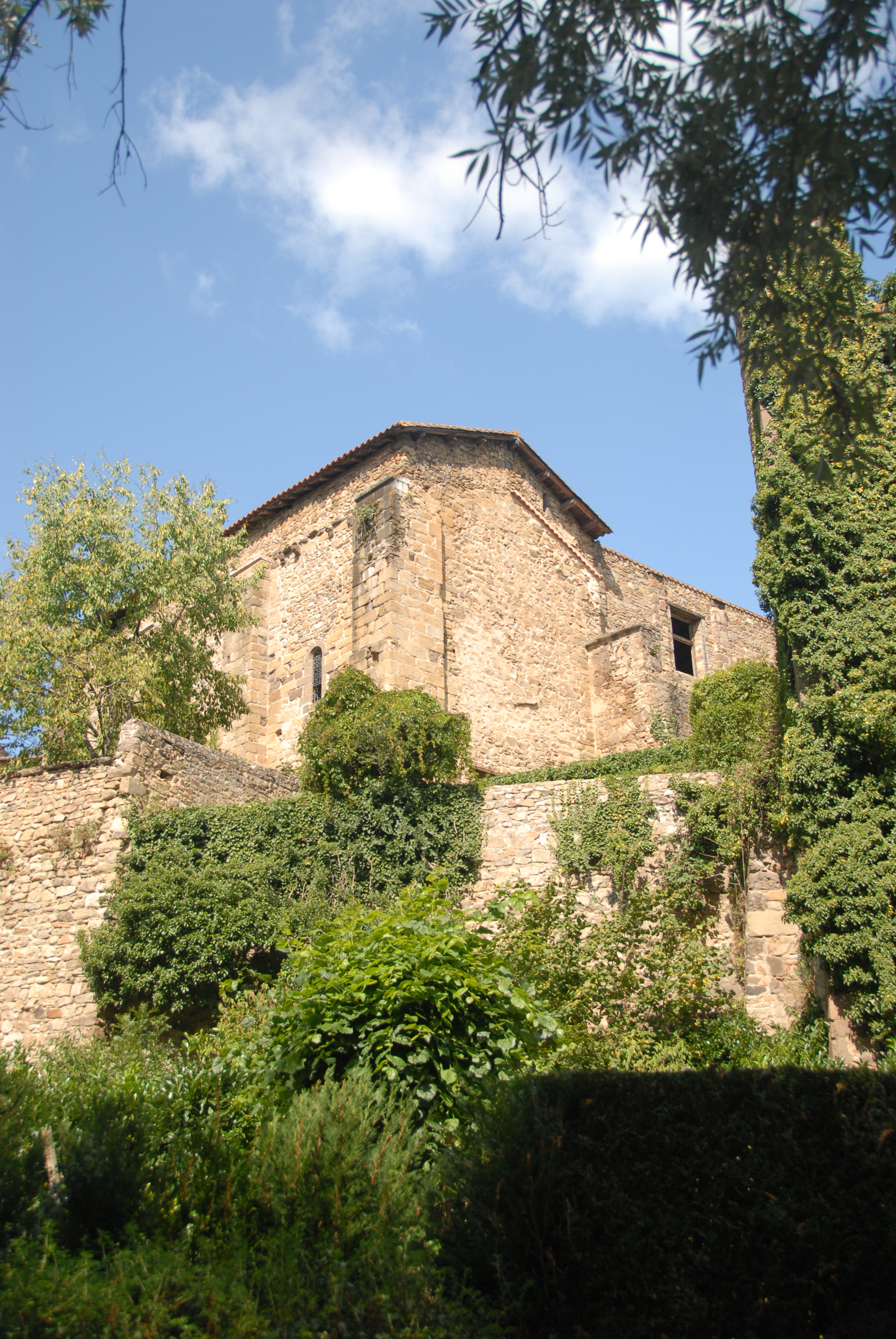
Wehrmauern vor dem Refektorium
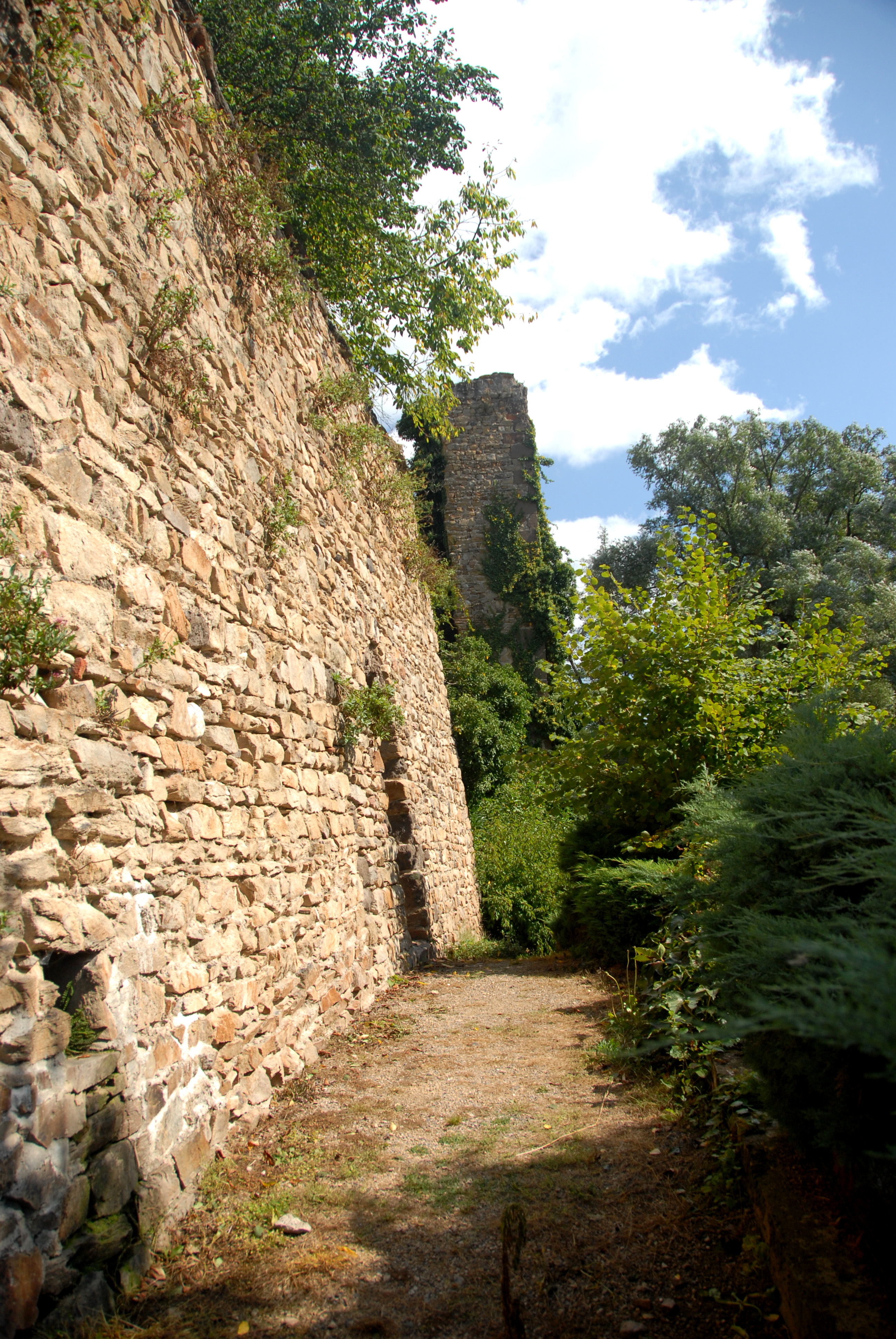
Wehrmauer südlich der Abtei
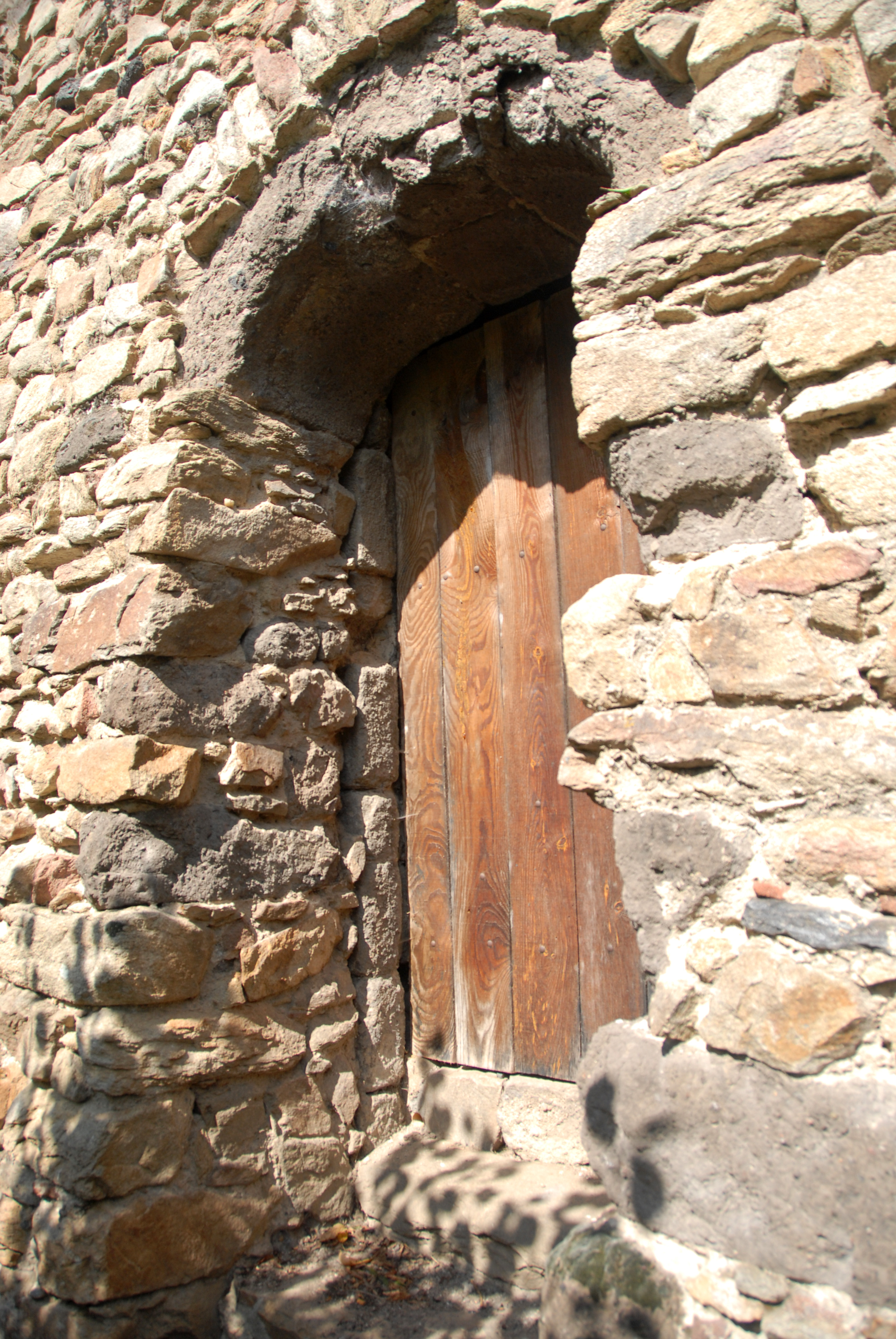
Tür in der Wehrmauer
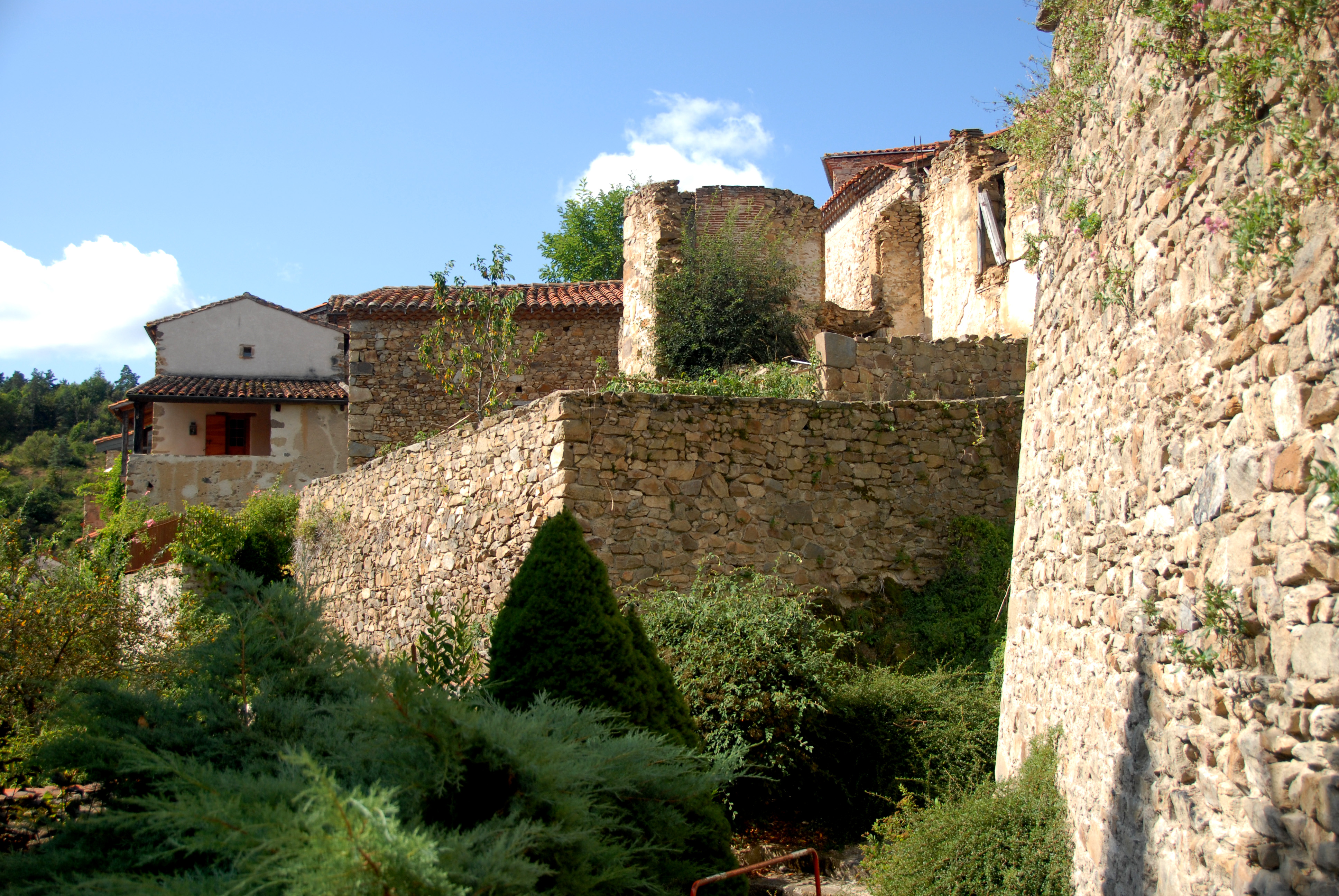
Hinter der Wehrmauer rechts, führt eine Treppe zum Dorfplatz

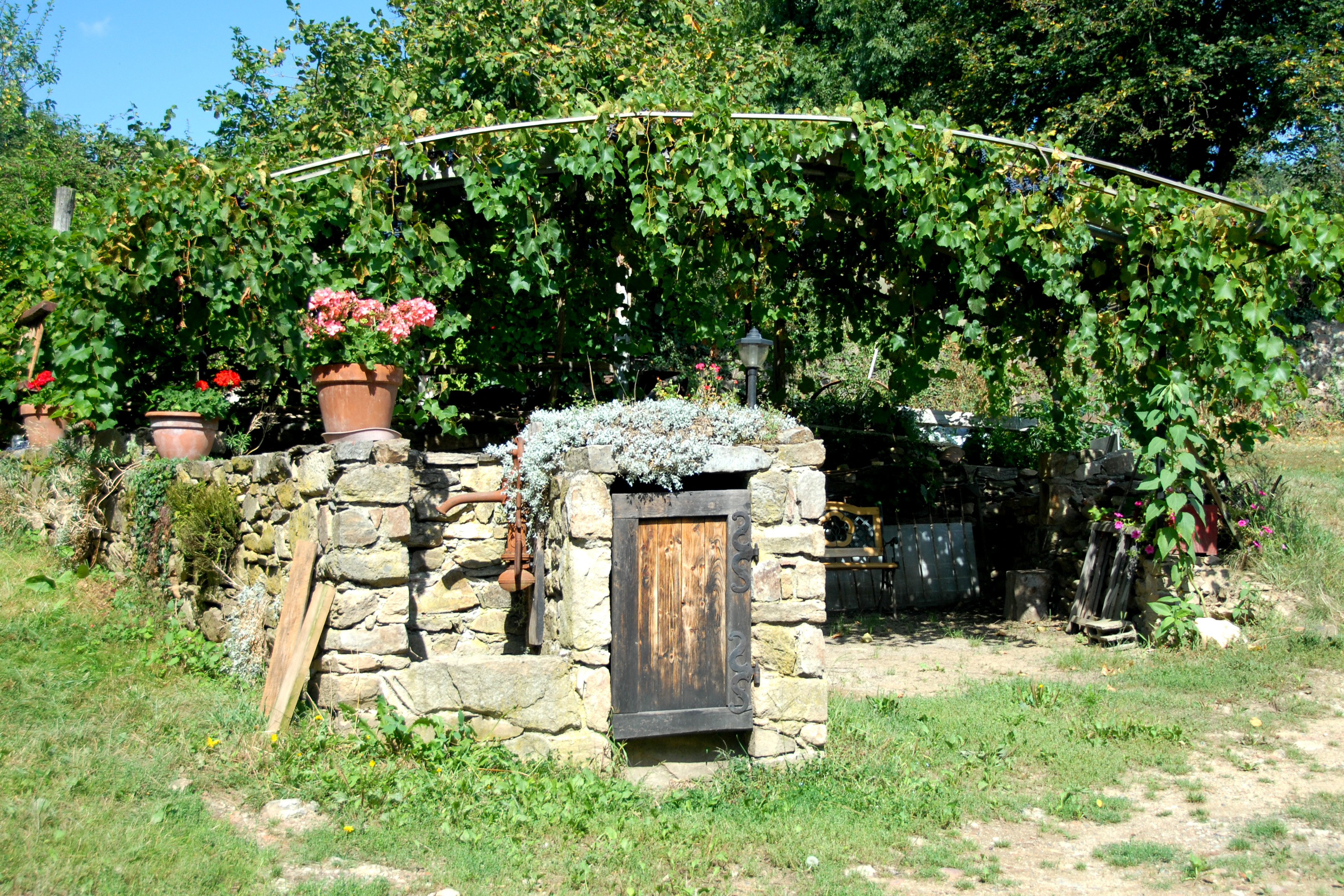
Weinlaube mit Brunnen

### Ortschaft

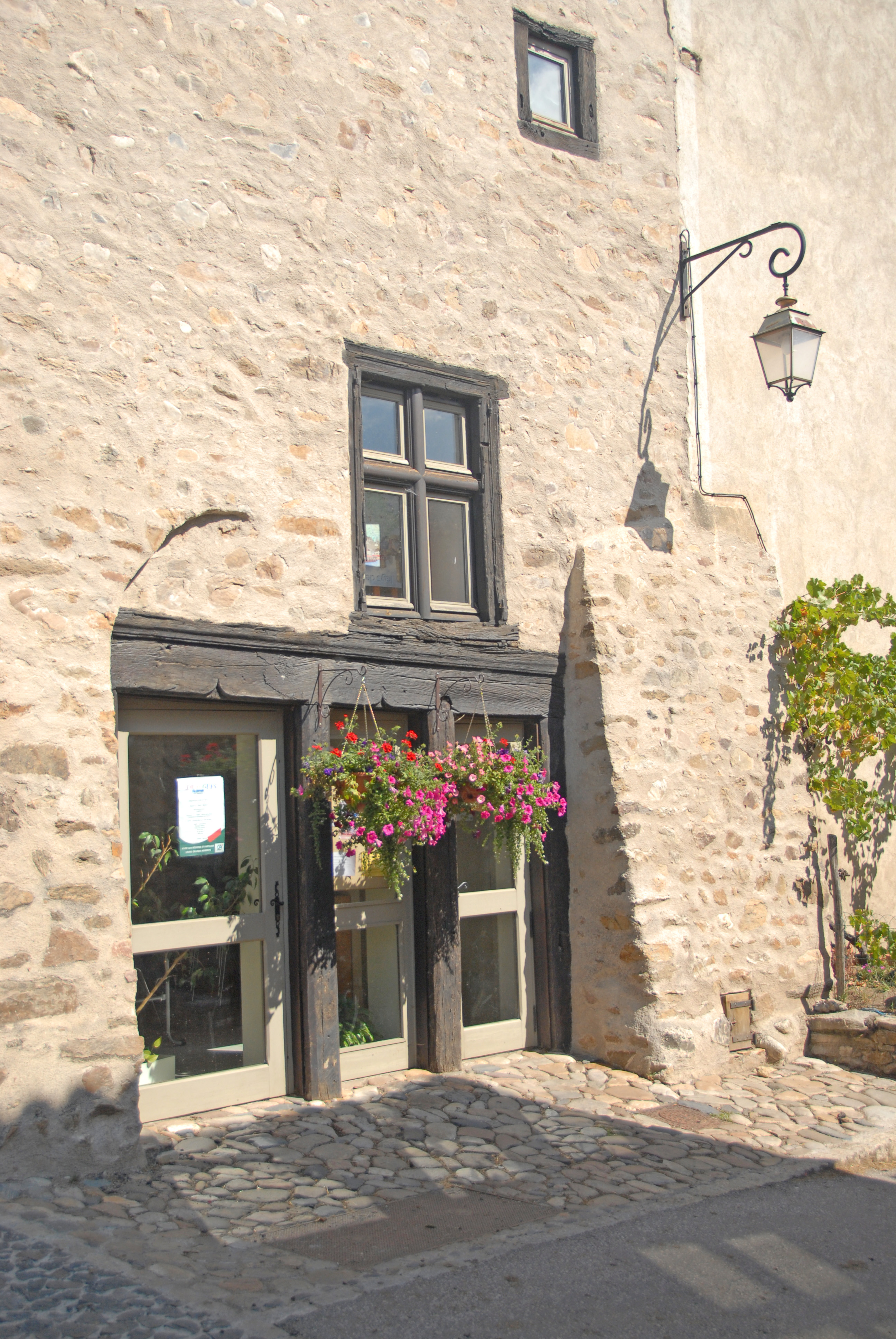
Laden Am Dorfplatz

Die Bebauung weist zwei unterschiedliche Bauweisen auf. Die ältere besteht aus der geschlossenen meist zweigeschossigen Bebauung, die sich innerhalb der ehemaligen Wehrmauern um die Abteigebäude herum entwickelt hat, deren älteste Gebäude bis ins Mittelalter zurückreichen. Da nahezu jede Familie in der Landwirtschaft tätig war, gab es für Gärten und gar Felder keinen Platz. Die bestellten Felder lagen außerhalb der Wehrmauer. Die zu den Sträßchen und Gassen weisenden Fassaden wurden aus örtlichem Bruchstein gemauert.
Im 19. und zu Beginn des 20. Jahrhunderts schloss sich daran im Süden und Westen eine freistehende, leicht aufgelockerte meist zweigeschossige Bebauung an. Straßenseitig befand sich das Wohngebäude, an das sich winkelförmig die Nutzgebäude anschlossen. Hier gab es auch landwirtschaftlich genutzte Gärten und Felder.
Beide Bauweisen sind heute noch erhalten und unterliegen den Auflagen des Denkmalschutzes. Allerdings befanden sich die alten Bauten und Gassen Ende der 1980er Jahre in verwahrlostem Zustand. Bei jedem Anwesen gab es noch an der Straße den in der ersten Hälfte des Jahrhunderts obligatorischen „Misthaufen“ (Dungstätte), und das Kleinvieh wie Hühner, Gänse und Ziegen liefen frei auf den Dorfgassen umher. Die Kühe wurden auf die Weiden der Talauen getrieben. Man konnte damals in Lavaudieu sogar noch Ochsengespanne bei ihrer Arbeit beobachten. All diese damals an ein Freilichtmuseum erinnernden Begebenheiten sind heute von der Bildfläche verschwunden.
Im Südosten der Abtei schließt sich ein geräumiger Dorfplatz an, von dem die „Hauptstraßen“ des Dorfes abgehen. Auf ihm steht noch der ehemalige öffentlichen Dorfbrunnen, das Gestell zum Beschlagen der Pferde, Ochsen und Kühe, ein Missionskreuz von 1779, und die Bäckerei, alles heute noch erhalten. Die Größe des Dorfplatzes lässt auf das Abhalten von Wochenmärkten schließen.
Dorfszenen

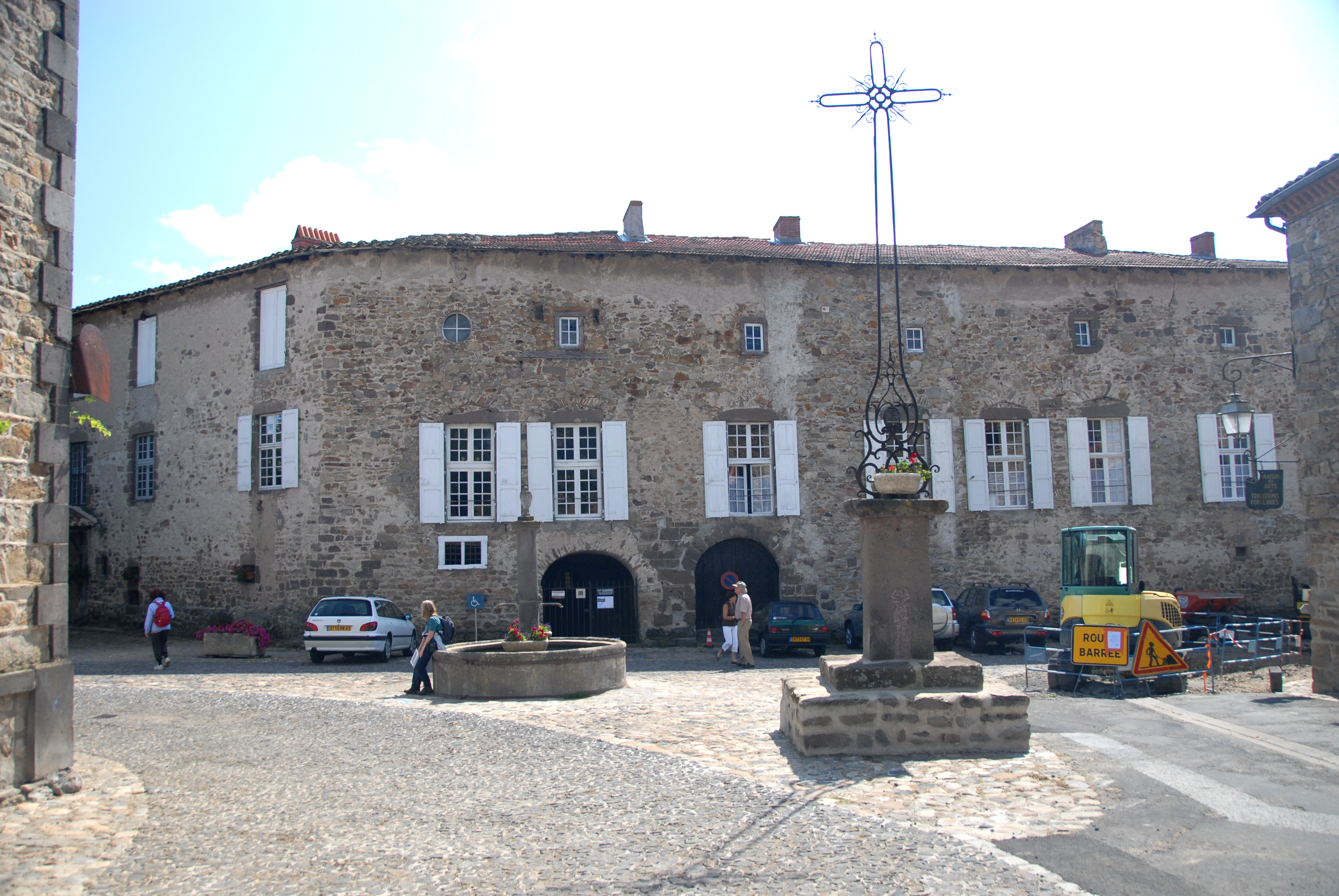
Dorfplatz, Anschlussgebäude an die Abtei
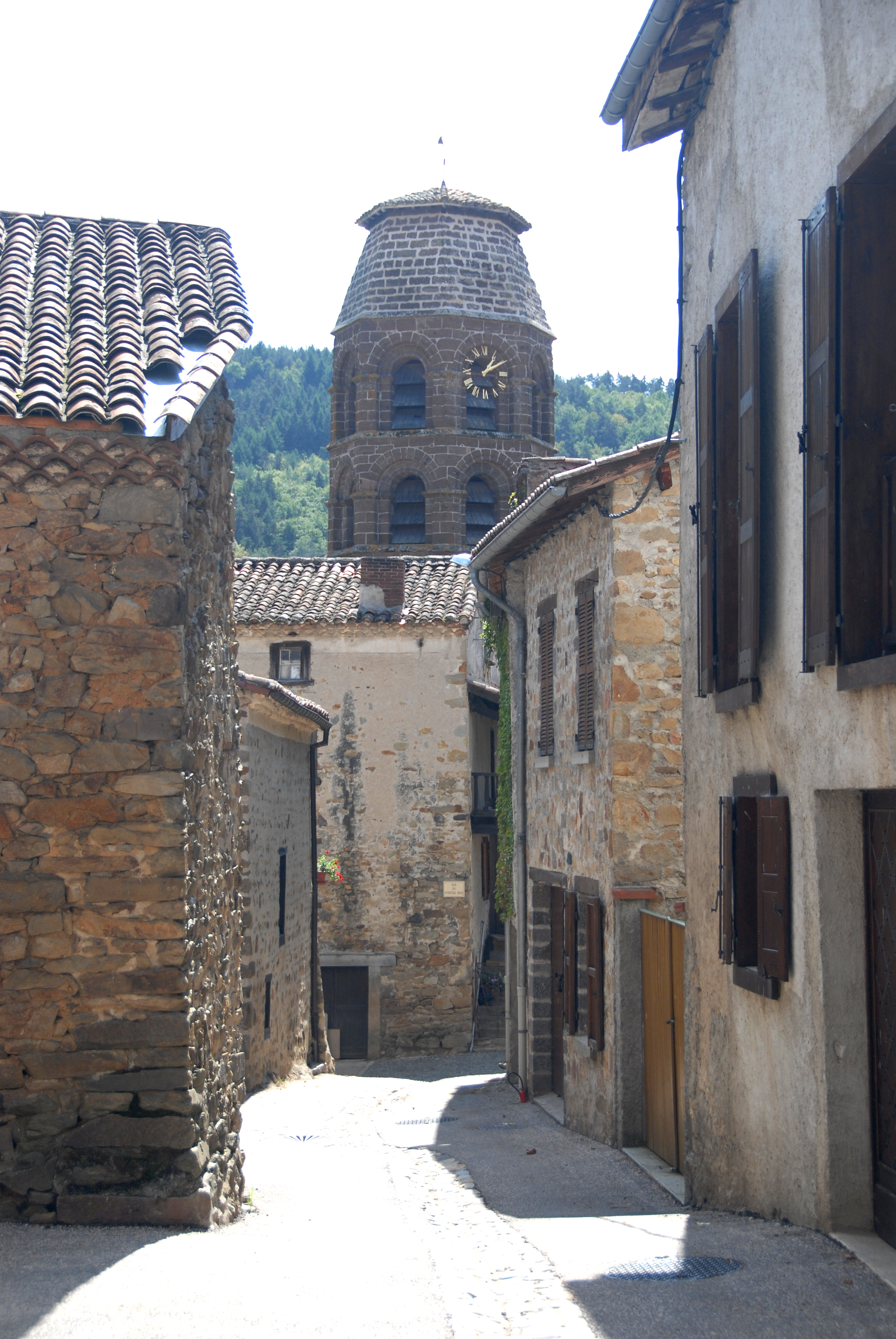
Dorfstraße im Zentrum
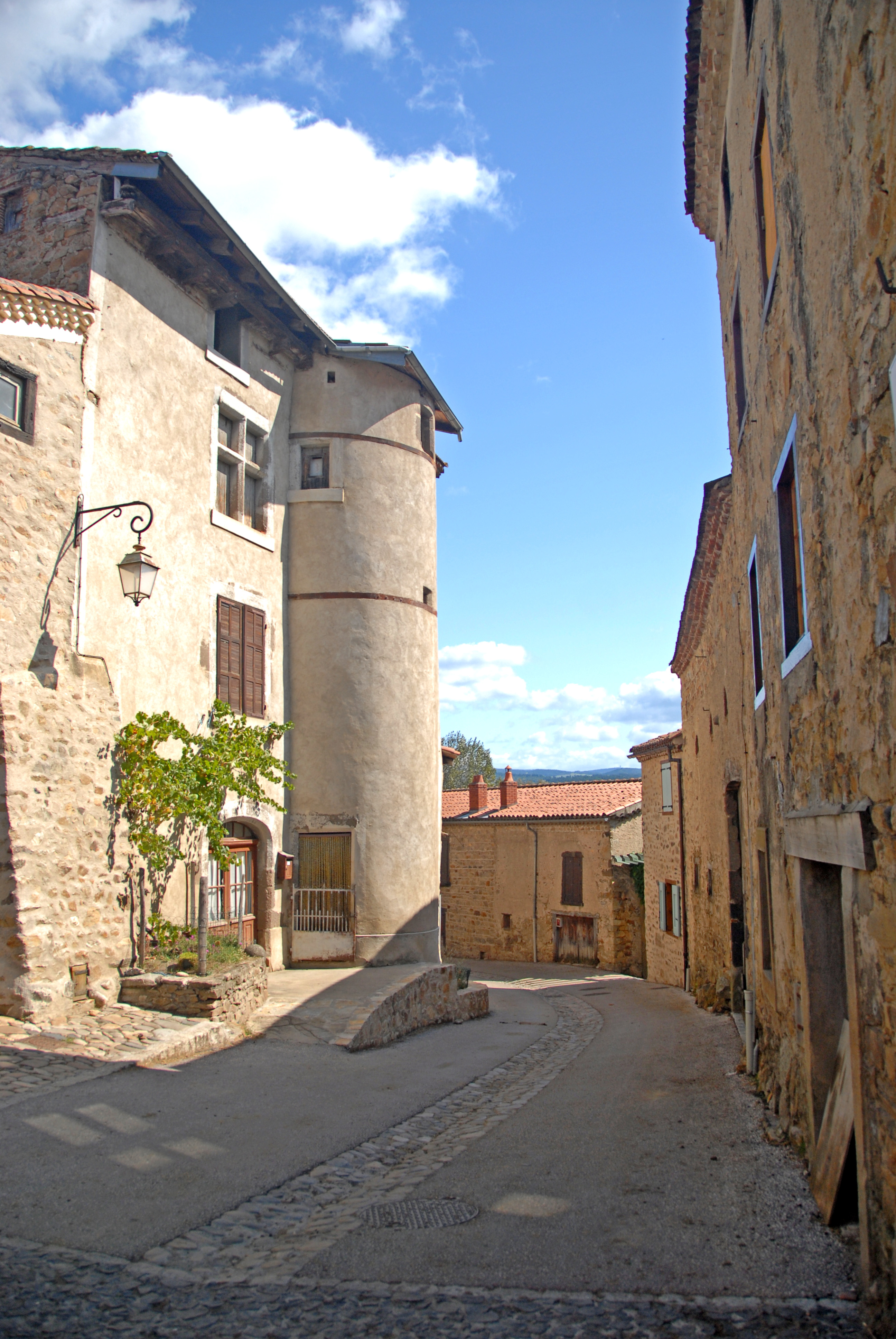
Dorfgasse mit Wehrturm
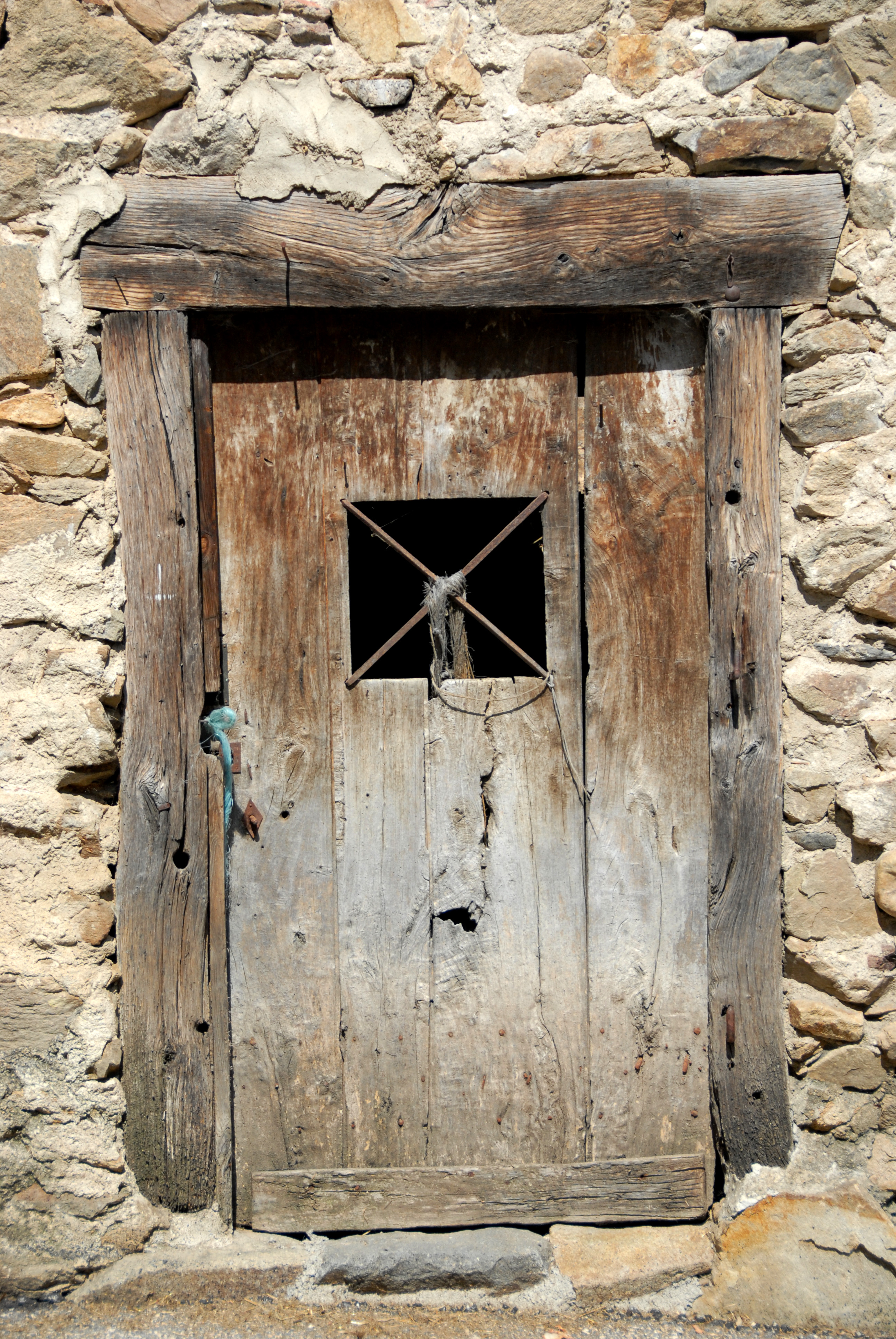
Alte Holztür
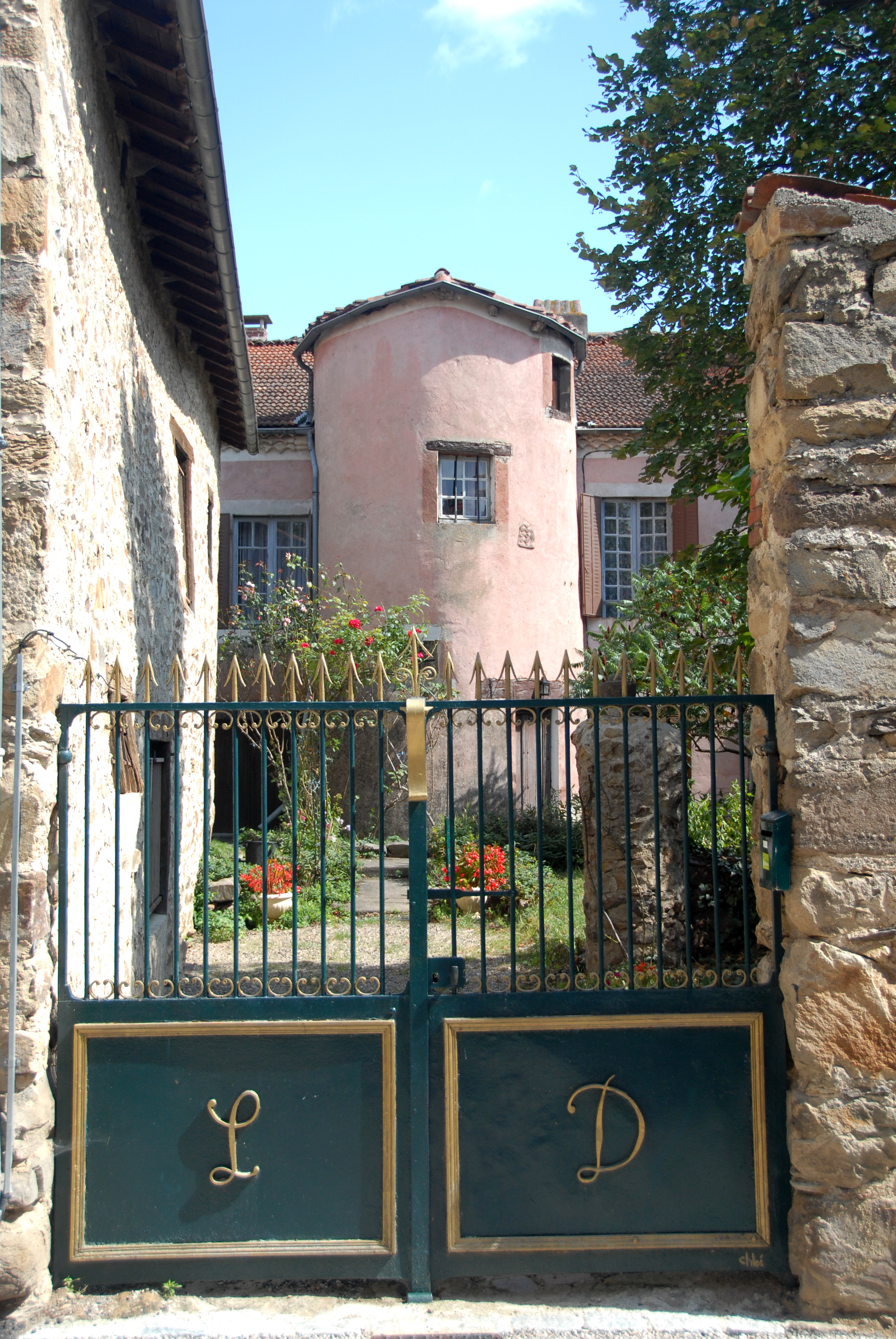
Gepflegter Garten, Wohnturm
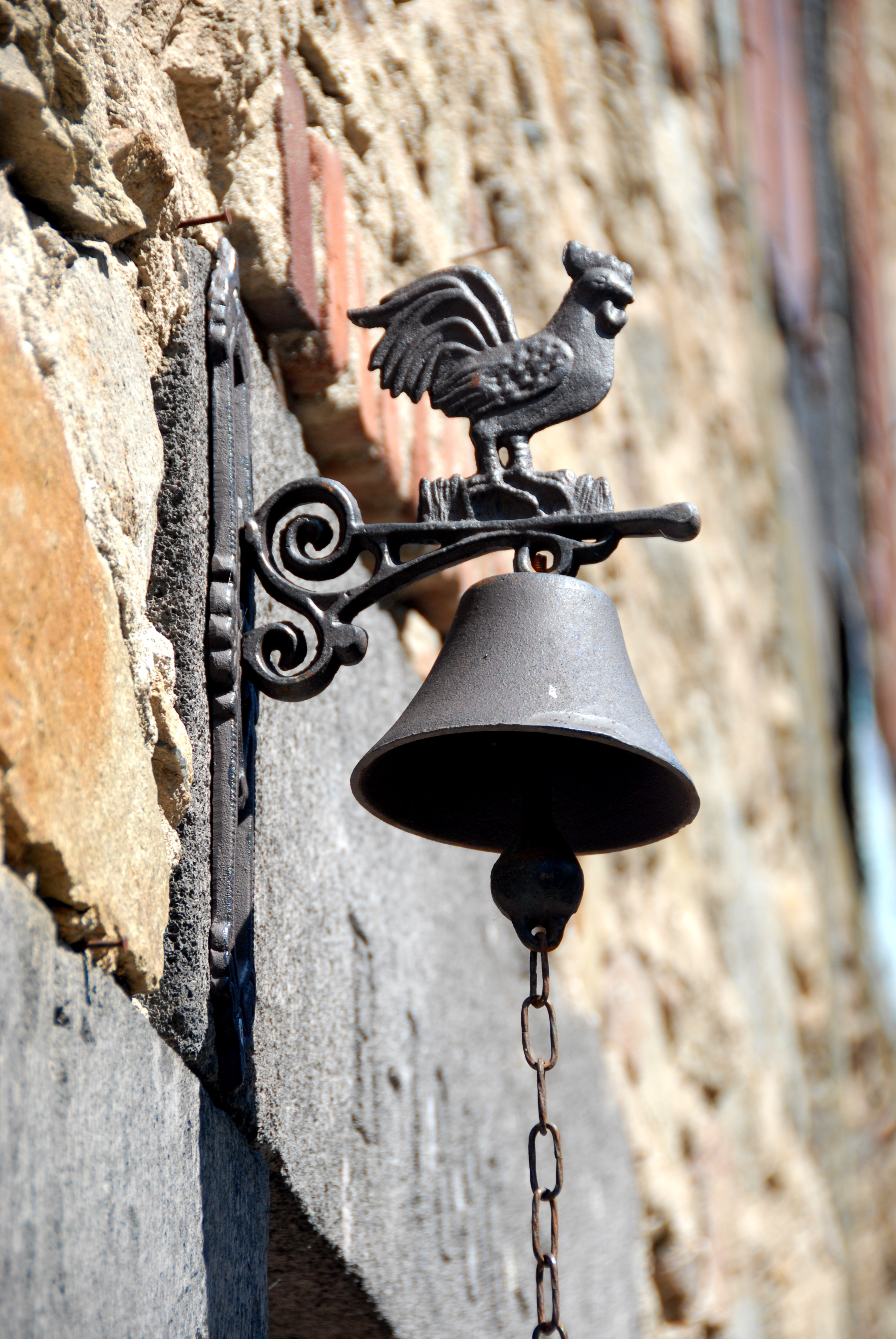
Glocke an einem Laden
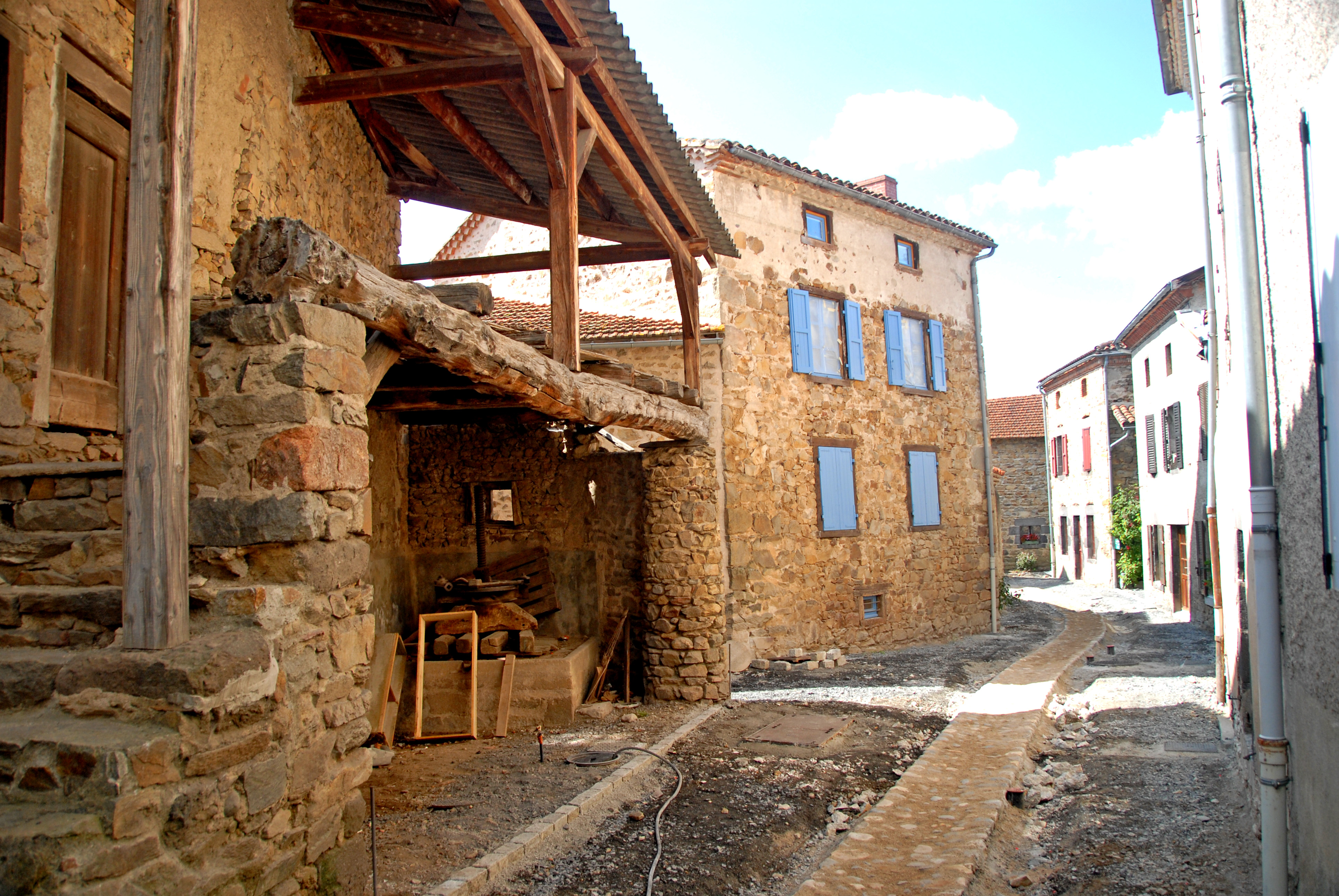
Altes Gemäuer, Gebälk und Balkon
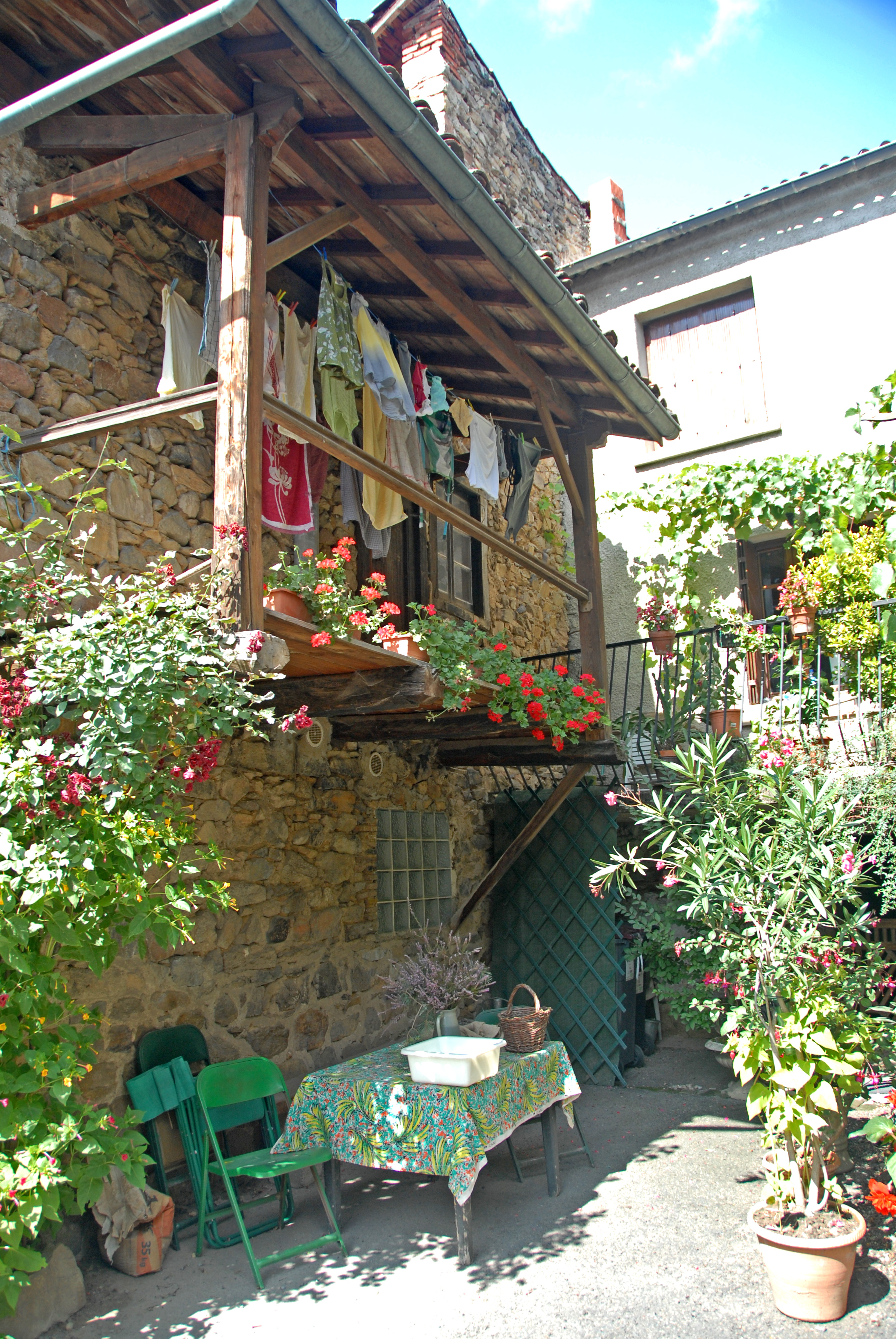
Typischer Balkon

### Bäuerliches Museum
Im ehemaligen Gebäude der Dorfbäckerei ist seit 1968 das Musée paysan untergebracht, welches den Alltag der Landbevölkerung der Region gegen Ende des 20. Jahrhunderts mit einer umfangreichen Sammlung von Gebrauchsgegenständen erläutert. Im Erdgeschoss gruppiert sich alles um den großen Backofen. Auf demselben Niveau schließt sich ein Stall an, was darauf hindeutet, dass auch der Bäcker einige Nutztiere hielt. Hier sieht man eine Sammlung landwirtschaftlicher Gerätschaften und Werkzeuge. Gibt es drei Räume, darunter ein Schlafzimmer der Eltern und ein Kinderzimmer, wo verschiedene Sammlungen von Kleidern und Spitzen gezeigt werden.

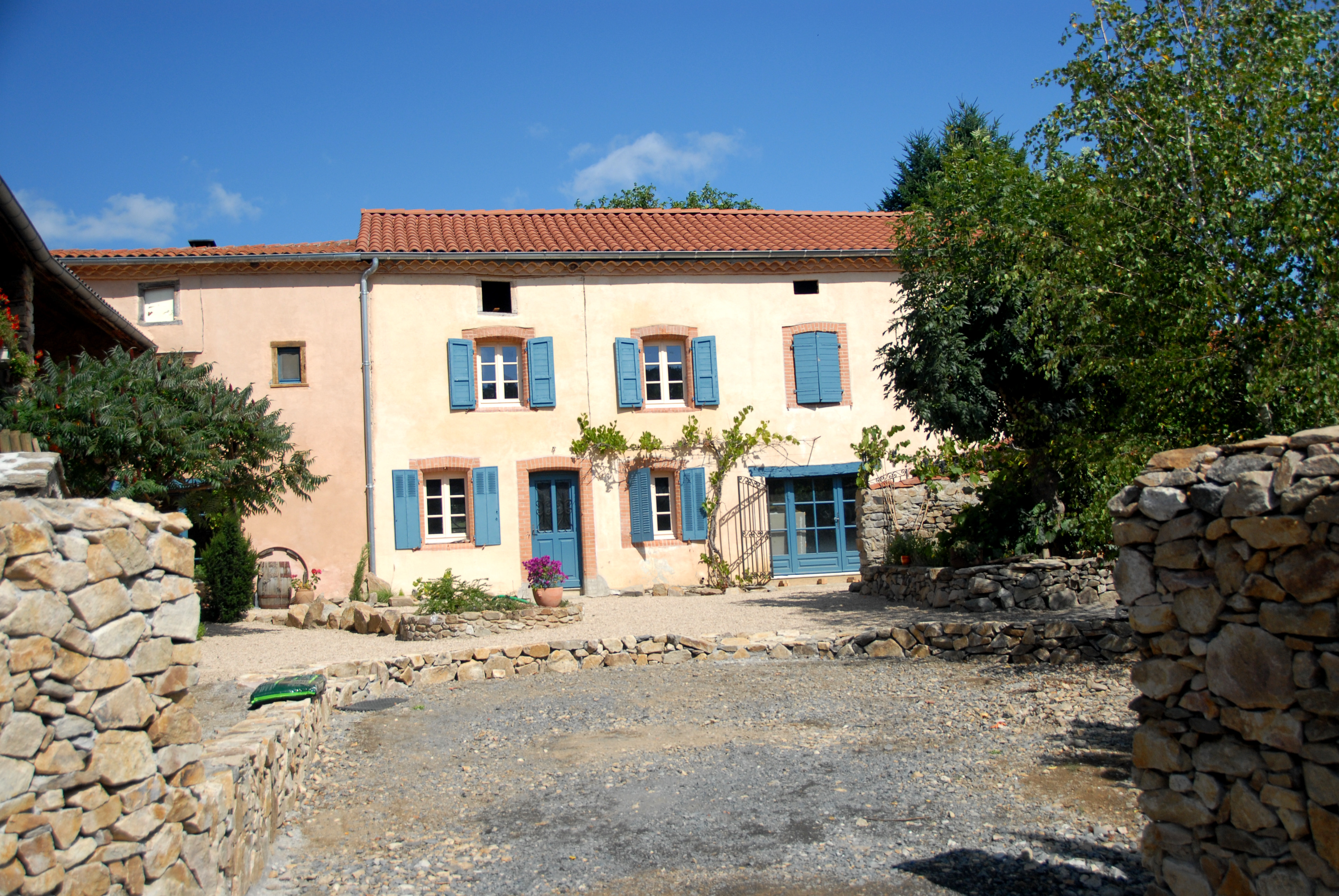
Renoviertes Wohnhaus
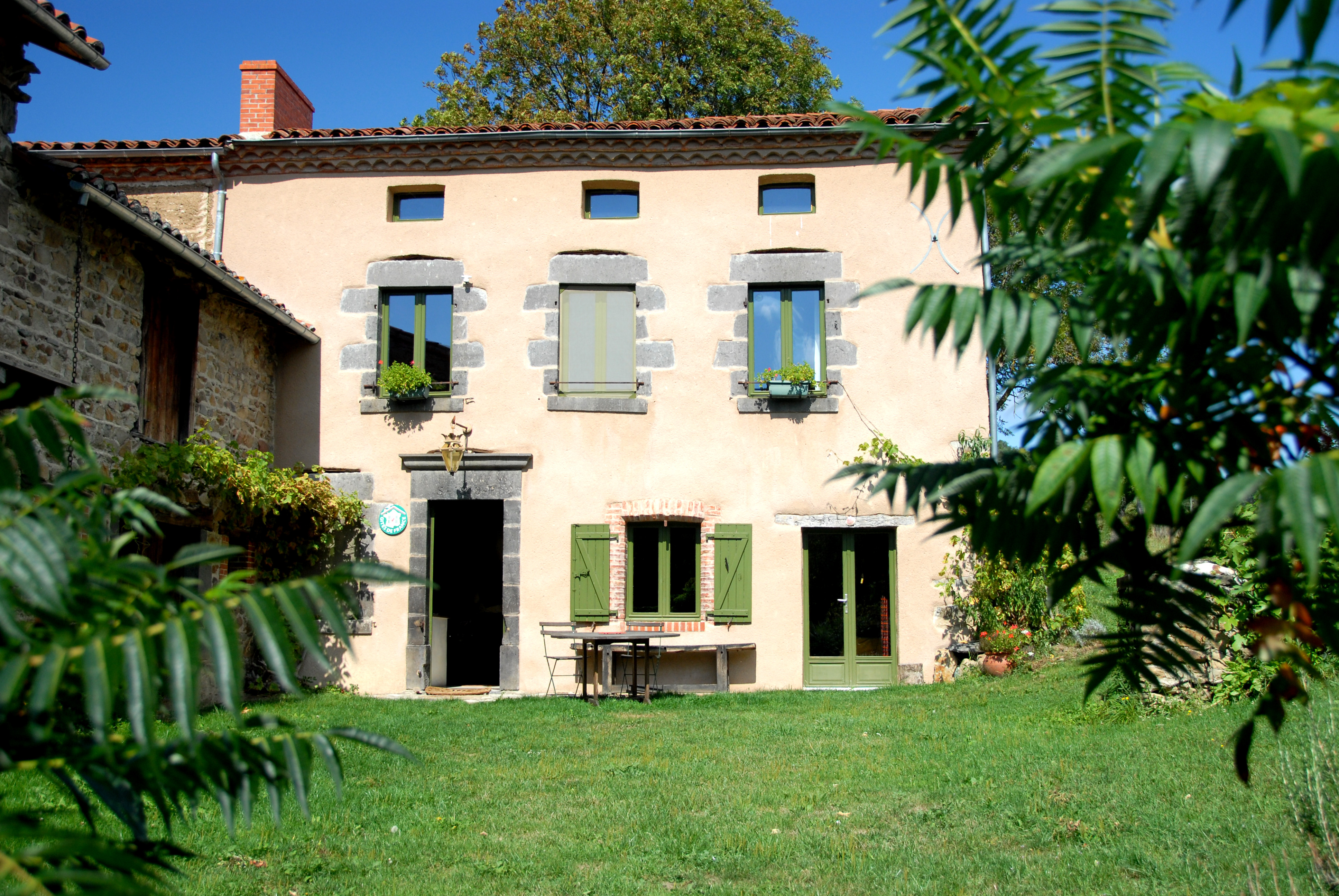
Renoviertes Wohnhaus
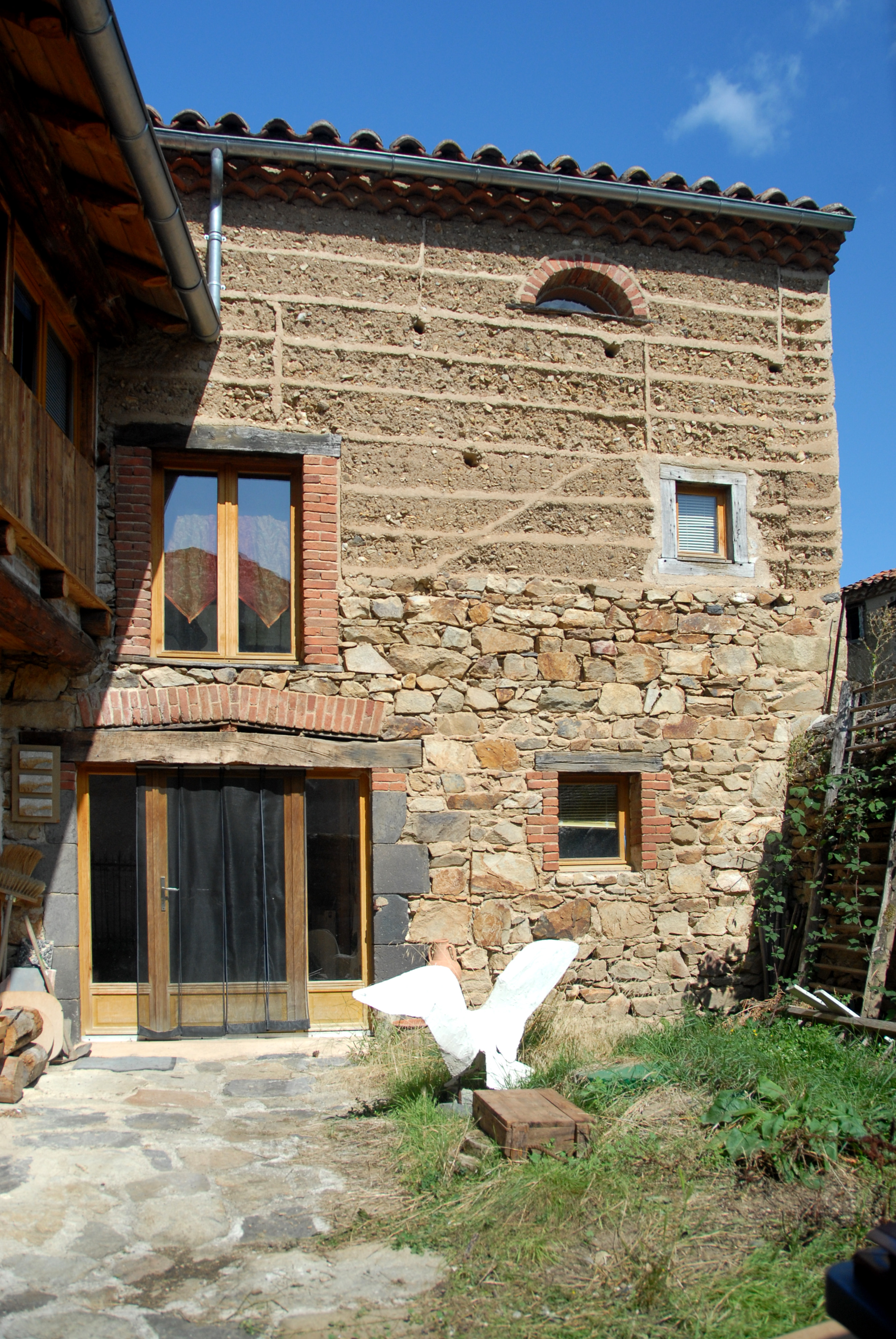
Kunst lebt in altem Gemäuer
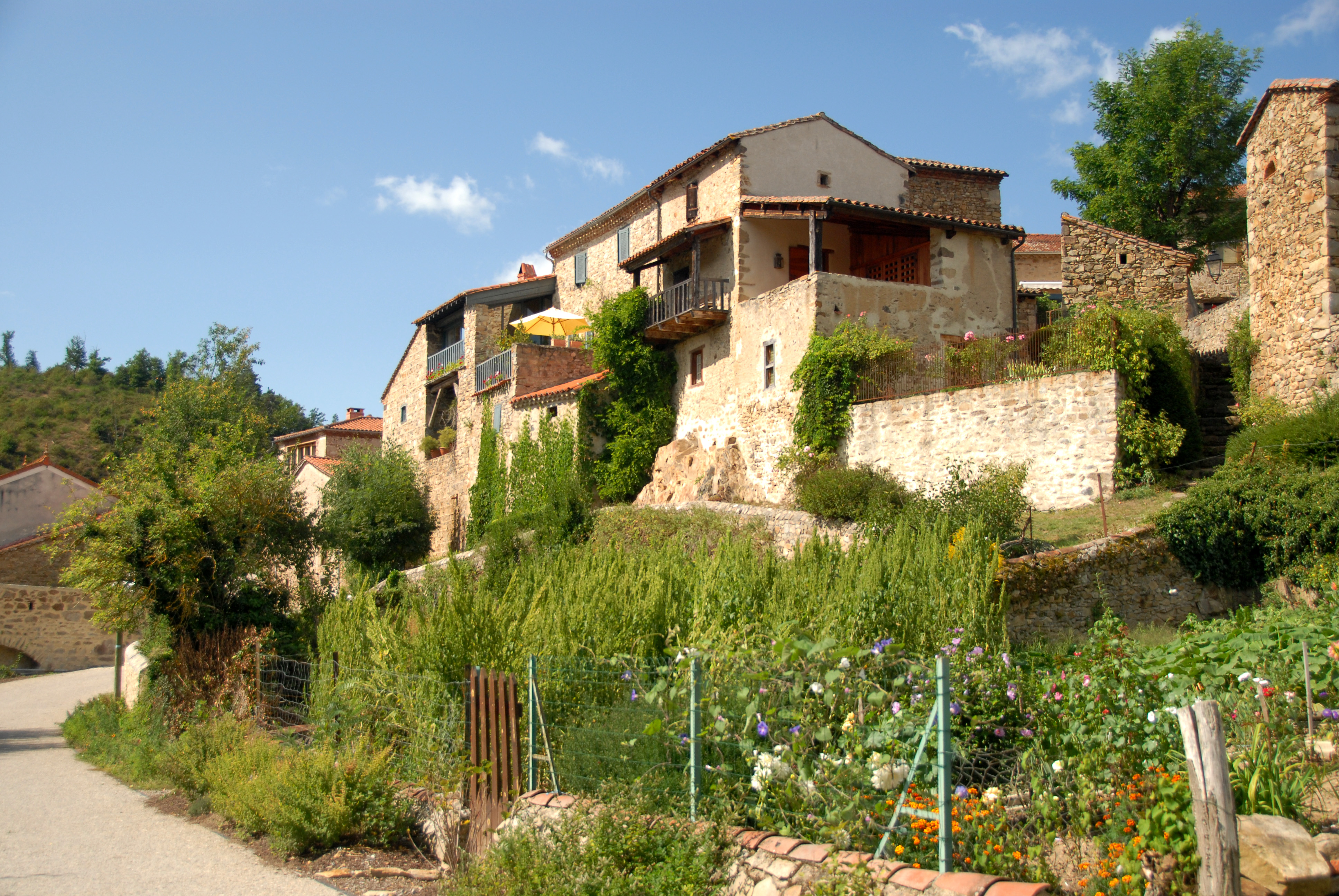
Wohnhäuser südwestlich der Abtei